# Terremotos de Turquía y Siria de 2023
Los terremotos de Turquía y Siria de 2023 tuvieron lugar el lunes, 6 de febrero de 2023. El primer sismo ocurrió a las 04:17 hora local (UTC+3), con una magnitud de 7,8 Mw, mientras que el segundo sismo ocurrió a las 13:24 hora local y de magnitud 7,5 Mw. El primer sismo tuvo epicentro a 34 km al oeste de la ciudad de Gaziantep, mientras que el segundo sismo ocurrió más al norte, cerca de Ekinözü. Hubo daños generalizados y decenas de miles de muertes. 
Fue el terremoto más mortífero y fuerte en Turquía desde el ocurrido en Erzincan en 1939, de la misma magnitud, junto con el cual es el segundo más fuerte en la historia del país después del Terremoto de Anatolia del Norte en 1668. También fue el terremoto más mortífero que ha afectado a Siria desde el ocurrido en Alepo en 1822 —uno de los más fuertes registrados en el Levante— y el más mortal en el mundo desde el de Haití en 2010; también se sintió y causó daños estructurales en Líbano, Israel, Chipre y la costa turca del mar Negro. El segundo sismo ocurrió 9 horas más tarde, con una magnitud de 7,5 Mw; sin embargo, se produjo en otra falla por lo cual no se le considera una réplica del anterior. Este segundo terremoto causó que algunos edificios que habían soportado el primer sismo finalmente se derrumbaran, lo cual hizo cundir el pánico en toda la región.
El terremoto tuvo más de 1000 réplicas. Hasta el 10 de marzo, se habían registrado más de 59 000 muertes: 51 000 en Turquía y 8000 en Siria. Una gran tormenta de invierno obstaculizó los esfuerzos de rescate, dejando caer nieve sobre las ruinas y provocando una caída en picada de las temperaturas. Debido a las bajas temperaturas en el área, los sobrevivientes, especialmente aquellos atrapados bajo los escombros, corrieron un gran riesgo de hipotermia. Se estima que el terremoto causó daños por valor de 84 100 millones de dólares estadounidenses, convirtiéndose en el cuarto terremoto más costoso registrado.

## Entorno tectónico

### Geología
La ubicación preliminar del terremoto lo sitúa en la vecindad de una unión triple entre las placas de Anatolia, Arabia y África. El mecanismo y la ubicación del terremoto son consistentes con el terremoto que ocurrió en la zona de falla de Anatolia Oriental o en la zona de falla de transformación del mar Muerto. La falla de Anatolia Oriental acomoda la extrusión hacia el oeste de Turquía hacia el mar Egeo, mientras que la transformante del mar Muerto acomoda el movimiento hacia el norte de la península de Arabia en relación con las placas de África y Eurasia.
La falla de Anatolia Oriental es una falla transformante sinistral de 700 km (430 millas) de largo que forma el límite entre las placas de Anatolia y Arabia. La falla muestra tasas de deslizamiento que disminuyen desde el este a 10 mm (0,39 pulgadas) por año hacia el oeste, donde es de 1 a 4 mm (0,039 a 0,157 pulgadas) por año. La falla produjo grandes terremotos en 1789 (Mw 7,2), 1795 (Mw 7,0), 1872 (Mw 7,2), 1874 (Mw 7,1), 1875 (Mw 6,7), 1893 (Mw 7,1) y 2020 (Mw 6,8). Estos terremotos rompieron segmentos individuales de la falla. Los segmentos sísmicamente activos de Palu y Pütürge en el este muestran un intervalo de recurrencia de aproximadamente 150 años para terremotos de magnitud 6.8 a 7.0. Los segmentos de Pazarcık y Amanos en el oeste tienen intervalos de recurrencia de 237 a 772 años y de 414 a 917 años, respectivamente, para terremotos de magnitud 7,0 a 7,4.
A diferencia de la Falla de Anatolia del Norte, que produjo 11 grandes terremotos durante el siglo XX, la Falla de Anatolia del Este estuvo sísmicamente tranquila. Los segmentos Palu–Sincik y Çelikhan–Türkoglu se identificaron como brechas sísmicas. Se han acumulado hasta 1,5 m y 5,2 m  de deslizamiento a lo largo de los segmentos Palu-Sincik y Çelikhan-Türkoglu, respectivamente, desde terremotos importantes. Estos segmentos han acumulado suficiente tensión para producir terremotos de Mw 7.4 y 7.7. El segmento Palu-Sincik mide 135; que consta de los segmentos Palu-Sivrice (50 km) y Sivrice-Sincik (85 km); ubicado entre Palu, Elazığ y Sincik. Los terremotos de 1874 y 1875 ocurrieron a lo largo del segmento Palu-Sincik. El segmento Çelikhan-Türkoglu tiene un tamaño de 140 km; comprende los segmentos Çelikhan – Gölbas (50 km) y Gölbas – Türkoglu (90 km). El último gran terremoto conocido en el segmento Çelikhan-Türkoglu ocurrió en 1513, con una magnitud estimada de 7.4.
La falla de Anatolia Oriental se une a la falla de Anatolia del Norte en la triple unión de Karliova en el distrito de Karlıova de la provincia de Bingöl. Aproximadamente 60 km al suroeste fue la ubicación del terremoto de Bingöl de 2003, que midió Mw 6.4. No ocurrió en la falla de Anatolia Oriental; rompió una falla de deslizamiento lateral derecho perpendicular a la falla de Anatolia Oriental. Un terremoto de magnitud 7.1 ocurrió al noreste de Bingöl en 1971; rompió 30 km de la falla de Anatolia Oriental y generó rupturas superficiales.
La Transformación del Mar Muerto se extiende de norte a sur desde el mar Rojo hasta el Cruce Triple de Maras, donde se encuentra con la falla de Anatolia Oriental. La parte norte de la falla lateral izquierda, en el sur de Turquía, fue la fuente de al menos 14 grandes terremotos históricos. Más recientemente produjo dos terremotos de gran magnitud en 1822 y 1872. El terremoto de 1872 mató al menos a 1800 personas. Los terremotos de 115, 526 o 525, 587, 1169 o 1170 y 1822 resultaron en varias decenas de miles a varios cientos de miles de muertes, respectivamente.

### Sismicidad
La región donde ocurrió el terremoto del 6 de febrero es relativamente tranquila sismológicamente. Solo tres terremotos de magnitud 6 o más han ocurrido dentro de los 250 km del terremoto del 6 de febrero desde 1970. El mayor de ellos, de magnitud 6,7, ocurrió al noreste del terremoto del 6 de febrero el 24 de enero de 2020. Todos estos terremotos ocurrieron a lo largo o en las proximidades de la falla de Anatolia Oriental. A pesar de la relativa quietud sísmica del área epicentral del 6 de febrero, el sur de Turquía y el norte de Siria han experimentado terremotos significativos y dañinos en el pasado. Alepo, en Siria, fue devastada históricamente varias veces por grandes terremotos, aunque las ubicaciones precisas y las magnitudes de estos terremotos solo pueden estimarse. Alepo fue golpeada por un terremoto de magnitud estimada 7.1 en 1138 y un terremoto de magnitud estimada 7.0 en 1822. Las estimaciones de fatalidad del terremoto de 1822 fueron de entre 20 000 y 60 000 personas.

### Sismología
Harold Tobin, director de la Red Sísmica del Noroeste del Pacífico y profesor de la Universidad de Washington, dijo que la falla de Anatolia Oriental tiene un largo registro sísmico y fue identificada como un área sísmicamente peligrosa. No se han registrado terremotos de magnitud superior a 7,0 en la falla desde el período instrumental. Sin embargo, en tiempos históricos ocurrieron terremotos de hasta una magnitud de 7,4. Tobin dijo que los terremotos del 6 de febrero fueron "más grandes de lo que probablemente se anticipó". Agregó que no es raro que la ruptura en una falla desencadene la ruptura en otra. Los terremotos de Ridgecrest de 2019 en California se produjeron por ruptura a lo largo de dos fallas.
La ruptura del terremoto de magnitud 7.8 se encuentra entre las rupturas de terremotos de deslizamiento de rumbo interior más grandes del mundo, comparable al terremoto de San Francisco de 1906 que se rompió a lo largo de la falla de San Andrés. Un profesor de geofísica de la Universidad de Ciencia y Tecnología Rey Abdalá en Arabia Saudita dijo que el terremoto pudo haber roto más de 300 km de falla. Se cree que ha roto secciones de la falla de Anatolia Oriental y la Transformación del Mar Muerto. Shinji Toda, un sismólogo de la Universidad de Tohoku, lo llamó el "peor terremoto de poca profundidad tierra adentro" del siglo.
En el pasado se han producido grandes terremotos de deslizamiento tierra adentro. En 1905, dos terremotos interiores Mw8.0+ azotaron Mongolia, produciendo una ruptura superficial combinada de 676 km. La secuencia comenzó con el terremoto de Tsetserleg. El terremoto de Bulnay que ocurrió 14 días después generó alrededor de 388 km de ruptura superficial que golpeó de este a oeste. En 2002, ocurrió un terremoto Mw7.9 en Alaska; rompió las fallas de Denali y Totschunda, produciendo 340 km de ruptura superficial en ambas fallas.
Un modelo de fuente producido por el USGS indicó que el terremoto Mww7.8 rompió dos segmentos de falla por una longitud combinada que superó los casi 50 km de largo y 30 km de ancho. La ruptura ocurrió en una falla de buzamiento este de aproximadamente 60 km, de norte a sur, cerca de la costa mediterránea. Un segmento de aproximadamente 300 km que se dirigía de noreste a suroeste también se rompió. El sismo principal produjo un deslizamiento máximo de 3,4 m.
El terremoto Mww7.7 que ocurrió nueve horas después rompió una aspereza en la falla con dimensiones de ~120 km de largo y ~18 km de ancho, produciendo hasta 10,9 m de deslizamiento según el USGS. La falla responsable no es parte de la falla de Anatolia Oriental.

### Fuerza de movimiento de tierra
Tres instalaciones sísmicas del USGS, dos en Antioquía y una en Hassa, registraron grandes aceleraciones y velocidades del suelo. Hassa registró 0,9082 g en la aceleración del suelo (pga) y 215,34 cm/s (84,78 in/s) en la velocidad del suelo. Los datos de la estación correspondieron a una intensidad Mercalli Modificada de X (Extrema). La aceleración máxima del suelo fue de 2,14 g registrada por una estación en Pazarcık.
Las intensidades máximas de Mercalli Modificado para los sismos de Mw 7.8 y 7.5 se estimaron en XI y X, respectivamente.

### Efectos geológicos
Se produjo una importante subsidencia de la tierra en Alejandreta, lo que provocó que el mar inundara partes de la ciudad hasta 200 m tierra adentro. El hundimiento puede haber sido el resultado de la ruptura a lo largo de una falla abierta que produjo un desplazamiento vertical del terreno. El director de eCoast Marine Consulting and Research en Nueva Zelanda, José Borrero, dijo que se espera un hundimiento de esta escala debido a un gran terremoto. También ocurrieron casos similares de hundimiento en Gölcük durante el terremoto de İzmit de 1999 y en Kaikōura durante el terremoto de Kaikōura de 2016. Los efectos de la licuefacción, las grandes olas provocadas por el mal tiempo y un tsunami pueden haber contribuido a los efectos observados en İskenderun.

## Eventos sísmicos

### Terremoto 7.8 Mw
El Servicio Geológico de Estados Unidos (USGS) midió el primer terremoto en una magnitud de 7,8 (Mw), golpeando a las 01:17 UTC. Tuvo un epicentro al oeste de Gaziantep en la provincia de Gaziantep, que está cerca de la frontera con Siria. El choque tenía un mecanismo focal correspondiente a fallas superficiales por deslizamiento. La ruptura se produjo en una falla de rumbo noroeste-sureste, buzamiento noreste o de rumbo noroeste-sureste, buzamiento noroeste. El USGS estimó una dimensión de ruptura de ~100 km de largo y ~70 km de ancho. Un profesor de geofísica de la Universidad de Ciencia y Tecnología Rey Abdalá en Arabia Saudita dijo que el terremoto pudo haber roto más de 300 km de falla. Es el más fuerte jamás registrado en Turquía, igualando el terremoto de Erzincan de 1939.

### Terremoto 7.5 Mw
Un segundo terremoto de Mw 7,5 se produjo a las 10:24 UTC con epicentro a 4 km al sur-sureste de Ekinözü en la provincia de Kahramanmaraş. Se originó a lo largo de una falla de rumbo este-oeste, buzamiento norte o norte-sur, buzamiento este. El USGS dijo que el terremoto pudo haber roto una falla separada con dimensiones de ~50 km de largo y ~30 km de ancho. Fue seguido por una réplica de 6,0 Mw.

### Réplicas
Según el Centro Regional de Monitoreo de Terremotos y Tsunamis, hasta las 10:00 (UTC) del 8 de febrero, se han registrado 1135 réplicas derivadas de los sismos de 7.8 Mw y 7.5 Mw. El terremoto tuvo una réplica de Mw 6,7 que ocurrió unos 11 minutos después del sismo principal. Un terremoto Mw 7.5 golpeó la misma área 9 horas después. Hubo 25 réplicas Mw 4.0 o más registradas dentro de las seis horas posteriores al temblor principal, según el USGS.
Más de 12 horas después, el USGS había informado de al menos 43 réplicas de una magnitud de 4,3 o superior, mientras que la Presidencia turca de Gestión de Desastres y Emergencias (AFAD) registró al menos 120 réplicas.
23
 de noviembre
| Fecha           | Hora (UTC) | M   | MMI  | Profundidad       | Ref.   |
| --------------- | ---------- | --- | ---- | ----------------- | ------ |
| 6 de febrero    | 01:17      | 7.8 | XI   | 17,9 km (11,1 mi) | [ 23 ] |
| 6 de febrero    | 01:26      | 5.6 | VII  | 17 km (10,6 mi)   | [ 43 ] |
| 6 de febrero    | 01:28      | 6.7 | VIII | 14,5 km (9 mi)    | [ 41 ] |
| 6 de febrero    | 01:36      | 5.6 | VII  | 10 km (6,2 mi)    | [ 44 ] |
| 6 de febrero    | 01:58      | 5.1 | N/A  | 10 km (6,2 mi)    | [ 45 ] |
| 6 de febrero    | 02:03      | 5.5 | VIII | 10 km (6,2 mi)    | [ 46 ] |
| 6 de febrero    | 02:23      | 5.2 | IV   | 11,4 km (7,1 mi)  | [ 47 ] |
| 6 de febrero    | 04:18      | 5.0 | VI   | 14,5 km (9 mi)    | [ 48 ] |
| 6 de febrero    | 06:26      | 5.0 | N/A  | 10 km (6,2 mi)    | [ 49 ] |
| 6 de febrero    | 10:24      | 7.5 | X    | 10 km (6,2 mi)    | [ 16 ] |
| 6 de febrero    | 10:26      | 6.0 | VI   | 20,1 km (12,5 mi) | [ 50 ] |
| 6 de febrero    | 10:35      | 5.8 | VII  | 10 km (6,2 mi)    | [ 51 ] |
| 6 de febrero    | 10:51      | 5.7 | VII  | 10 km (6,2 mi)    | [ 52 ] |
| 6 de febrero    | 11:01      | 5.0 | N/A  | 10 km (6,2 mi)    | [ 53 ] |
| 6 de febrero    | 11:05      | 5.2 | N/A  | 10 km (6,2 mi)    | [ 54 ] |
| 6 de febrero    | 12:02      | 6.0 | VII  | 10 km (6,2 mi)    | [ 55 ] |
| 6 de febrero    | 13:07      | 5.0 | N/A  | 17,1 km (10,6 mi) | [ 56 ] |
| 6 de febrero    | 13:39      | 5.1 | N/A  | 10 km (6,2 mi)    | [ 57 ] |
| 6 de febrero    | 13:44      | 5.0 | N/A  | 10 km (6,2 mi)    | [ 58 ] |
| 6 de febrero    | 15:14      | 5.3 | N/A  | 10 km (6,2 mi)    | [ 59 ] |
| 6 de febrero    | 15:33      | 5.2 | N/A  | 8,8 km (5,5 mi)   | [ 60 ] |
| 6 de febrero    | 16:43      | 5.0 | VI   | 10 km (6,2 mi)    | [ 61 ] |
| 6 de febrero    | 18:04      | 5.3 | VI   | 10 km (6,2 mi)    | [ 62 ] |
| 6 de febrero    | 20:38      | 5.3 | III  | 10 km (6,2 mi)    | [ 63 ] |
| 6 de febrero    | 20:44      | 5.0 | N/A  | 10 km (6,2 mi)    | [ 64 ] |
| 6 de febrero    | 21:58      | 5.1 | II   | 10 km (6,2 mi)    | [ 65 ] |
| 7 de febrero    | 03:13      | 5.5 | VII  | 10 km (6,2 mi)    | [ 66 ] |
| 7 de febrero    | 07:11      | 5.4 | VII  | 10 km (6,2 mi)    | [ 67 ] |
| 7 de febrero    | 10:18      | 5.4 | VII  | 10 km (6,2 mi)    | [ 68 ] |
| 7 de febrero    | 15:48      | 5.0 | VII  | 8,3 km (5,2 mi)   | [ 69 ] |
| 7 de febrero    | 18:10      | 5.3 | IV   | 18,1 km (11,2 mi) | [ 70 ] |
| 8 de febrero    | 11:11      | 5.4 | VI   | 7,5 km (4,7 mi)   | [ 71 ] |
| 8 de febrero    | 14:20      | 5.1 | –    | 5,9 km (3,7 mi)   | [ 72 ] |
| 16 de febrero   | 19:47      | 5.2 | V    | 10 km (6,2 mi)    | [ 73 ] |
| 18 de febrero   | 22:31      | 5.0 | III  | 10,1 km (6,3 mi)  | [ 74 ] |
| 20 de febrero   | 17:04      | 6.3 | IX   | 10 km (6,2 mi)    | [ 75 ] |
| 20 de febrero   | 17:07      | 5.5 | VI   | 10 km (6,2 mi)    | [ 76 ] |
| 25 de febrero   | 10:27      | 5.3 | VII  | 17 km (10,6 mi)   | [ 77 ] |
| 27 de febrero   | 02:51      | 5.0 | –    | 10 km (6,2 mi)    | [ 78 ] |
| 27 de febrero   | 09:04      | 5.2 | IV   | 10 km (6,2 mi)    | [ 79 ] |
| 10 de agosto    | 17:48      | 5.2 | VI   | 10 km (6,2 mi)    | [ 80 ] |
| 23 de noviembre | 14:46      | 5.3 | VI   | 10 km (6,2 mi)    | [ 81 ] |

### Tsunami
Se registraron pequeñas olas de tsunami frente a la costa de Famagusta, Chipre, sin daños, según el Departamento de Estudios Geológicos. El tsunami midió 0,17 m en Famagusta. Las olas del tsunami se registraron a 0,12 m en Alejandreta y 0,13 m en Erdemli.

#### Alertas
El Departamento de Protección Civil de Italia emitió una alerta, que luego fue retirada, informando del riesgo de posibles olas de tsunami que golpearían las costas de Sicilia, Calabria y Apulia. Se aconsejó a los residentes costeros de las regiones antes mencionadas que huyeran a terrenos más altos y siguieran las indicaciones de las autoridades locales, mientras que el operador ferroviario estatal Trenitalia suspendió temporalmente los servicios ferroviarios en las áreas, que luego se reanudaron esa misma mañana.
El Instituto Nacional de Investigación de Astronomía y Geofísica de Egipto emitió una advertencia de tsunami para el área del mar Mediterráneo oriental, incluida la costa egipcia. Las advertencias fueron posteriormente retiradas.

## Daños y víctimas

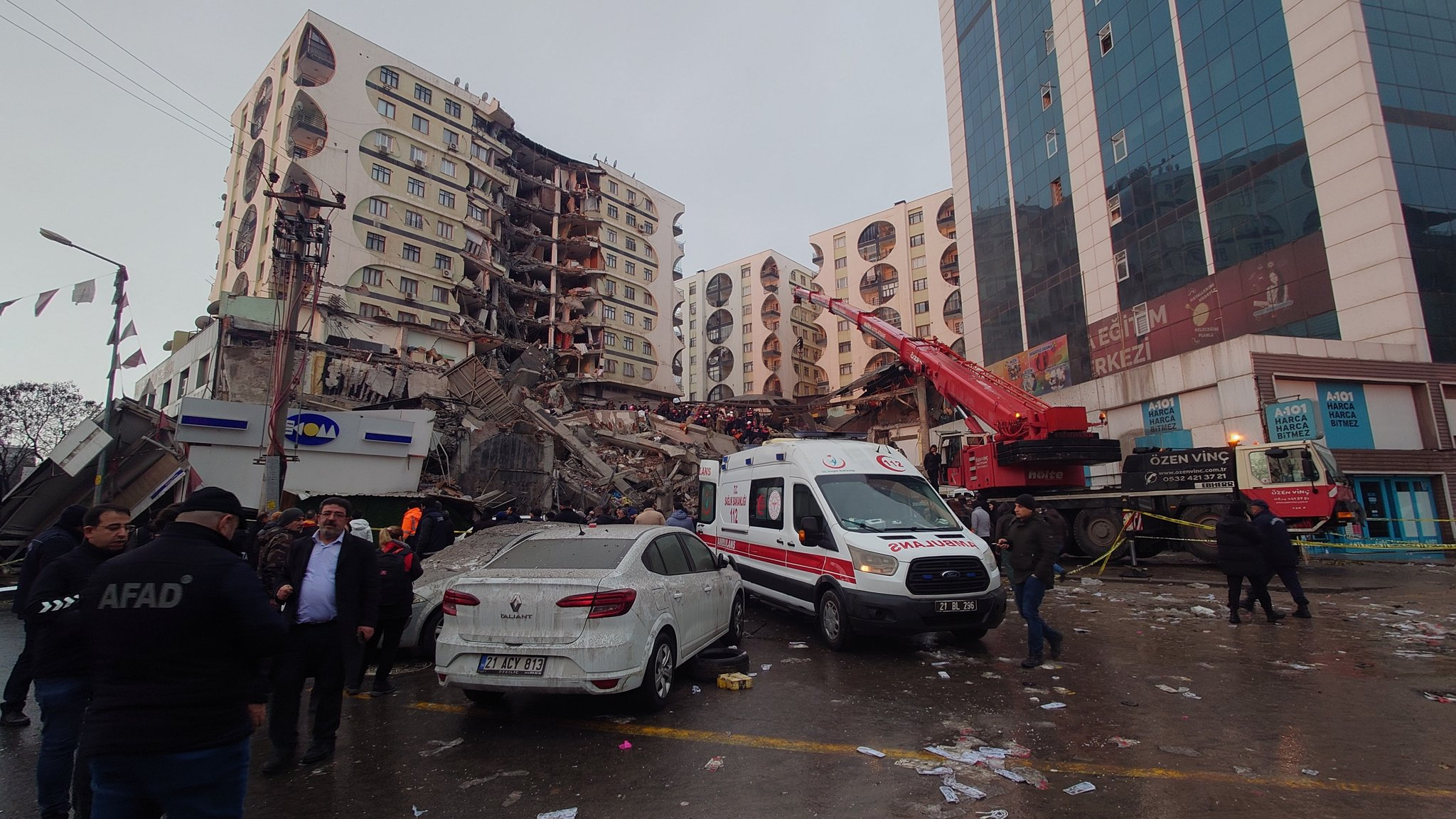
Destrucción en el Centro de Negocios Galeria en Diyarbakır. Uno de los edificios en el fondo se derrumbó después de una réplica.

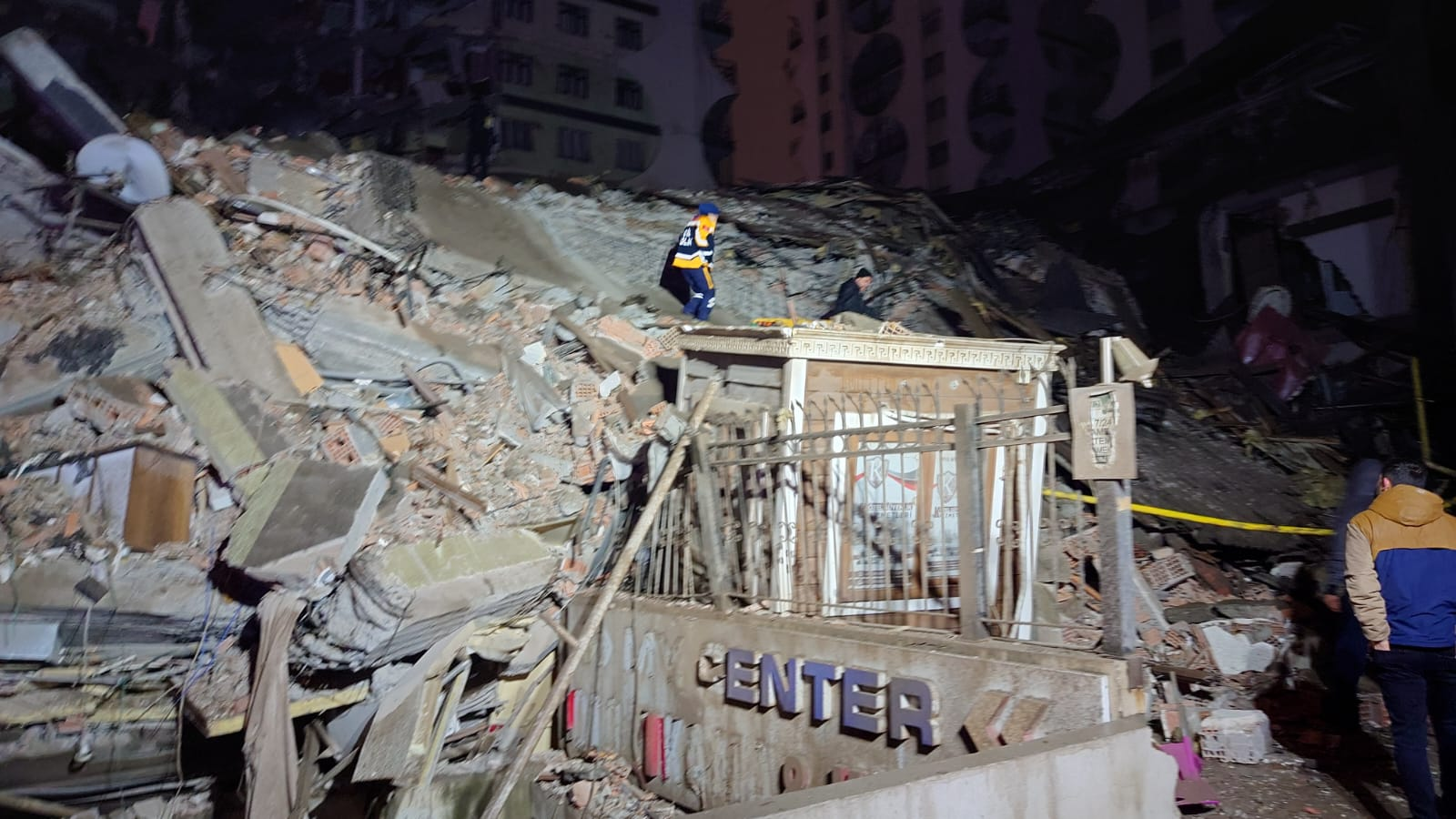
Los restos de un edificio derrumbado, Diyarbakır, Turquía.

### Turquía
| Provincia     | Fallecidos | Heridos |
| ------------- | ---------- | ------- |
| Adana         | 454        | 7 450   |
| Adıyaman      | 3 105      | 11 778  |
| Batman        | 0          | 20      |
| Diyarbakır    | 255        | 901     |
| Elazığ        | 5          | 379     |
| Gaziantep     | 3 273      | 11 563  |
| Hatay         | 21 000     | 24 000  |
| Kahramanmaraş | 5 323      | 9 243   |
| Kilis         | 22         | 518     |
| Malatya       | 1 386      | 7 300   |
| Mardin        | 1          | 0       |
| Osmaniye      | 878        | 2 224   |
| Şanlıurfa     | 304        | 4 663   |

Hubo al menos 43 550 muertes y 108 000 heridos en 10 provincias de Turquía. Al menos 13,5 millones de personas y 4 millones de edificios se han visto afectados. Miles quedaron atrapados bajo los escombros cuando los edificios se derrumbaron. Algunas de las personas atrapadas transmitieron en vivo sus súplicas de ayuda en las redes sociales. Alrededor de 12 141 edificios se derrumbaron en 10 provincias de Turquía. El terremoto provocó amplias fisuras en las carreteras.
Muchos edificios quedaron destruidos en Adıyaman y Diyarbakır, donde se derrumbó un centro comercial. La Fortaleza de Diyarbakır, un sitio del Patrimonio de la Humanidad de la UNESCO, también quedó parcialmente destruida, mientras que también se informaron daños en estructuras en el sitio adyacente del Patrimonio de la Humanidad de los Jardines de Hevsel. Un total de 255 personas murieron y otras 901 resultaron heridas en la provincia de Diyarbakır.
Hubo 408 muertos y 7450 heridos en la provincia de Adana. El aeropuerto de Adana Şakirpaşa se cerró debido a daños en la pista. Se reportaron al menos 289 muertos y 7300 heridos en la provincia de Malatya. Al menos 300 edificios se derrumbaron en la ciudad de Malatya. El techo del aeropuerto Malatya Erhaç tuvo un colapso parcial, al igual que la histórica mezquita Yeni Camii.
En la provincia de Gaziantep, al menos 2141 personas murieron y otras 11 563 resultaron heridas. Muchos sitios históricos sufrieron daños significativos, como el Castillo de Gaziantep, la Mezquita Şirvani y la Mezquita de la Liberación, anteriormente la Catedral de Santa María. El aeropuerto de Gaziantep Oğuzeli se vio obligado a restringir su servicio a vuelos de rescate. En pueblos como Nurdağı, se crearon fosas comunes para enterrar a la abrumadora cantidad de muertos: un imán dijo que había muerto hasta el 40 por ciento de la población del pueblo, o alrededor de 16 300 residentes.
En la provincia de Hatay, 5111 personas murieron, 6200 resultaron heridas y un número desconocido de personas quedaron atrapadas bajo los escombros de los edificios derrumbados. Al menos 2749 edificios en Antioquía y los distritos de Kırıkhan e Alejandreta se derrumbaron. La pista del aeropuerto de Hatay se partió y levantó, lo que provocó cancelaciones de vuelos. La Municipalidad Metropolitana de Ankara comenzó a reparar el aeropuerto dañado, que se completó el 12 de febrero, lo que permitió que el aeropuerto reanudara sus operaciones. Dos hospitales provinciales y una comisaría quedaron destruidos y un gasoducto explotó. El edificio que fue la asamblea del Estado de Hatay se derrumbó. En el distrito Güzelburç de Antioquía, varias docenas de edificios quedaron destruidos. En los distritos central y Cebrail de la ciudad, donde muchos edificios han existido durante 40 o 50 años, casi todas las casas se derrumbaron. La mayor parte del equipo y el cuerpo técnico del club de fútbol local Hatayspor quedaron atrapados inicialmente en el derrumbe de su sede en Antioquía antes de ser rescatados, pero se confirmó que el director deportivo Taner Savut aún estaba bajo los escombros.

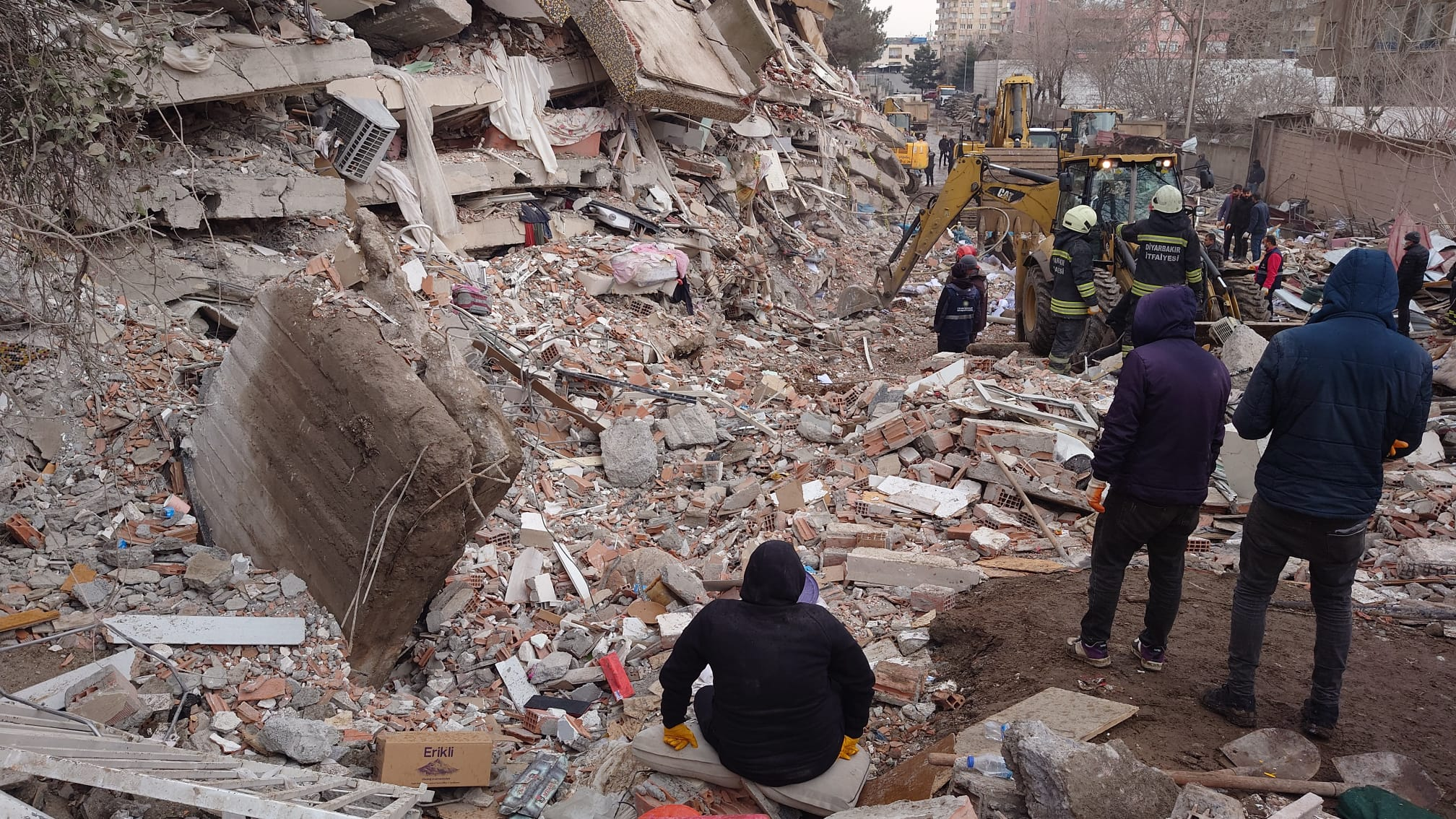
Los restos de un edificio derrumbado, Diyarbakır, Turquía.

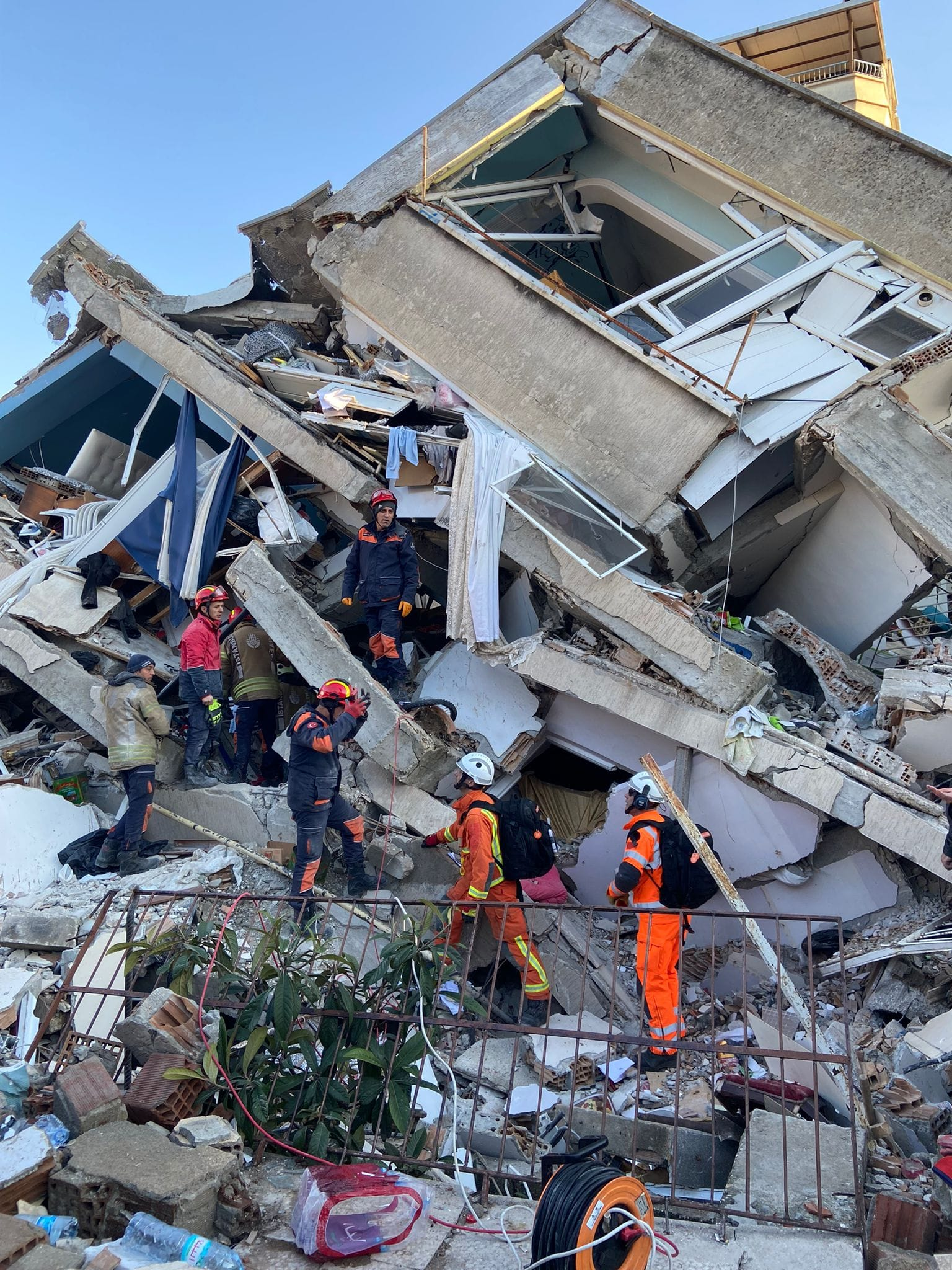
Los miembros del Equipo Internacional de Búsqueda y Rescate del Reino Unido trabajando en las ruinas de un edificio en Hatay.

En Alejandreta, una ciudad industrial en la provincia de Hatay, se desató un gran incendio en el puerto, lo que obligó a su cierre y al desvío de muchos barcos. Muchos contenedores de carga se incendiaron y se observó una gran columna de humo, mientras que decenas de contenedores de envío se cayeron. El incendio, que se cree que se originó en un contenedor que transportaba aceite industrial inflamable, se informó por primera vez el 6 de febrero a las 17:00 hora local. Esa noche hubo intentos fallidos de apagar el fuego. Fue extinguido por la guardia costera el 6 de febrero; pero se volvió a encender al día siguiente. El Ministerio de Defensa turco dijo el 8 de febrero que había extinguido completamente el incendio, solo para que se volviera a encender el 9 de febrero antes de extinguirse definitivamente al día siguiente. Se produjeron inundaciones a lo largo de la costa de la ciudad, inundando las calles hasta 200 m tierra adentro. La Catedral de la Anunciación, sede del vicariato apostólico católico de Anatolia, quedó destruida casi por completo.
En Kahramanmaraş, hubo al menos 5323 muertes, incluidas 4493 atrapadas bajo los escombros, y 9243 heridos. Se produjeron entierros masivos en la ciudad. Posteriormente, el Ministerio del Interior confirmó que 941 edificios se habían derrumbado totalmente. Durante los esfuerzos de rescate, a menudo se encontraron partes de cuerpos entre los escombros.

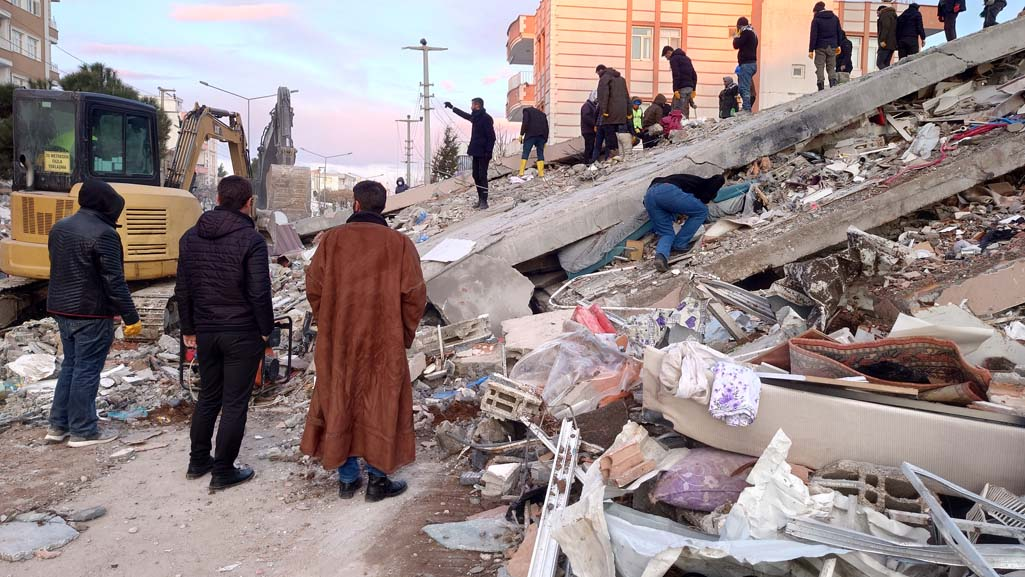
La limpieza de los restos de un edificio derrumbado, Adıyaman, Turquía.

En la provincia de Kilis, al menos 22 personas murieron y otras 518 resultaron heridas. En la provincia de Osmaniye, al menos 878 personas murieron, 2224 personas resultaron heridas y 101 edificios se derrumbaron. En la provincia de Adiyaman, al menos 3105 personas murieron y 9718 resultaron heridas, mientras que más de 600 edificios se derrumbaron, incluido el ayuntamiento de Adiyaman. En la provincia de Şanlıurfa, al menos 304 personas murieron, 4663 resultaron heridas y 19 edificios se derrumbaron.
En el distrito de Kızıltepe, provincia de Mardin, una mujer murió de un ataque al corazón al experimentar el terremoto. En la provincia de Batman, 20 personas resultaron heridas, una de ellas de gravedad, dos casas se derrumbaron y otras 38 sufrieron daños. En la provincia de Bingöl, varias casas se agrietaron y parte del ganado murió al derrumbarse graneros.
Cinco personas murieron y 379 resultaron heridas en la provincia de Elazığ. Un edificio de apartamentos desocupado resultó dañado y luego se derrumbó después de la gran réplica de 7.7 Mw en Elazığ. En la provincia de Sivas, una casa de adobe y otro edificio resultaron dañados por los sismos. Tres soldados turcos también murieron durante las operaciones de rescate.
Entre los fallecidos confirmados se encontraban el miembro de la Gran Asamblea Nacional de Turquía por Adıyaman Yakup Taş y el portero del Yeni Malatyaspor Ahmet Eyüp Türkaslan, quien murió entre los escombros de un edificio derrumbado. El ex parlamentario de Kahramanmaraş Sıtkı Güvenç murió a causa de las heridas del terremoto el 9 de febrero. Así como la actriz Emel Atici quien falleció junto con su hija.

### Siria
Al menos 6 680 personas han muerto y 14 500 han resultado heridas en Siria. El Ministerio de Salud de Siria ha registrado más de 2 063 muertes relacionadas con el terremoto y 2 950 heridos en áreas controladas por el gobierno, la mayoría de las cuales se encontraban en las provincias de Alepo y Latakia. En las zonas controladas por los rebeldes, al menos 3 556 personas han muerto y otras 2 200 han resultado heridas. En todo el país, más de 200 niños y 164 mujeres se encontraban entre los muertos. Hasta 5,37 millones de personas en Siria podrían haberse quedado sin hogar y necesitar refugio, dijo Sivanka Dhanapala, representante de Siria ante el Alto Comisionado de las Naciones Unidas para los Refugiados.
Cientos murieron en las ciudades de Jindires y Atarib. En Jableh, al menos 283 personas murieron, 173 resultaron heridas y 19 edificios se derrumbaron. Se recuperaron cuatro cuerpos y 15 cuerpos estaban en proceso de recuperación durante la limpieza de escombros el 10 de febrero. El 11 de febrero, se recuperaron seis cuerpos de los escombros de una casa derrumbada en la calle al-Maliyeh, Jableh. En el pueblo de Atme, 11 personas murieron y muchos residentes quedaron atrapados bajo los escombros. Los civiles quedaron atrapados bajo los escombros durante horas debido a la falta de equipos de rescate en varias aldeas como Atarib, Besnia, Jindires, Maland, Salqin y Sarmada. En Latakia, al menos 150 personas, incluidos 46 estudiantes y profesores, murieron y otras 350 resultaron heridas. Al menos 48 personas murieron en Hama: 43 muertes ocurrieron cuando un edificio de ocho pisos se derrumbó, lo que también causó 75 heridos y 125 personas atrapadas.
El presidente de la Sociedad Médica Siria Estadounidense, Amjad Rass, dijo que las salas de emergencia estaban repletas de heridos. En la gobernación de Idlib, un hospital recibió 30 cuerpos. El futbolista Nader Joukhadar, que jugaba para la selección nacional, murió junto a su hijo cuando su casa se derrumbó en Jableh.
Según el Comité Internacional de Rescate, los terremotos ocurrieron cuando las áreas controladas por los rebeldes se preparaban para una tormenta de nieve y experimentaban un brote de cólera. En Alepo, la segunda ciudad más grande de Siria, se derrumbaron decenas de edificios y murieron más de 400 personas. Para el 6 de febrero, los cuerpos de 210 víctimas ya habían sido devueltos a sus familias. La Dirección General de Antigüedades y Museos dijo que varios sitios arqueológicos de la ciudad estaban muy agrietados o colapsados. También se informó de grietas en la fachada exterior del Museo Nacional de Alepo. En Atarib, Alepo, el hospital de la Sociedad Médica Siria Estadounidense dijo que se recuperaron 120 cuerpos. Unas 20 000 viviendas se vieron afectadas en Alepo, dejando a 70 000 personas sin hogar. En Rajo, un centro penitenciario sufrió grietas en las paredes y puertas. Al menos 20 prisioneros, que se cree que son miembros del Estado Islámico, escaparon de la instalación.

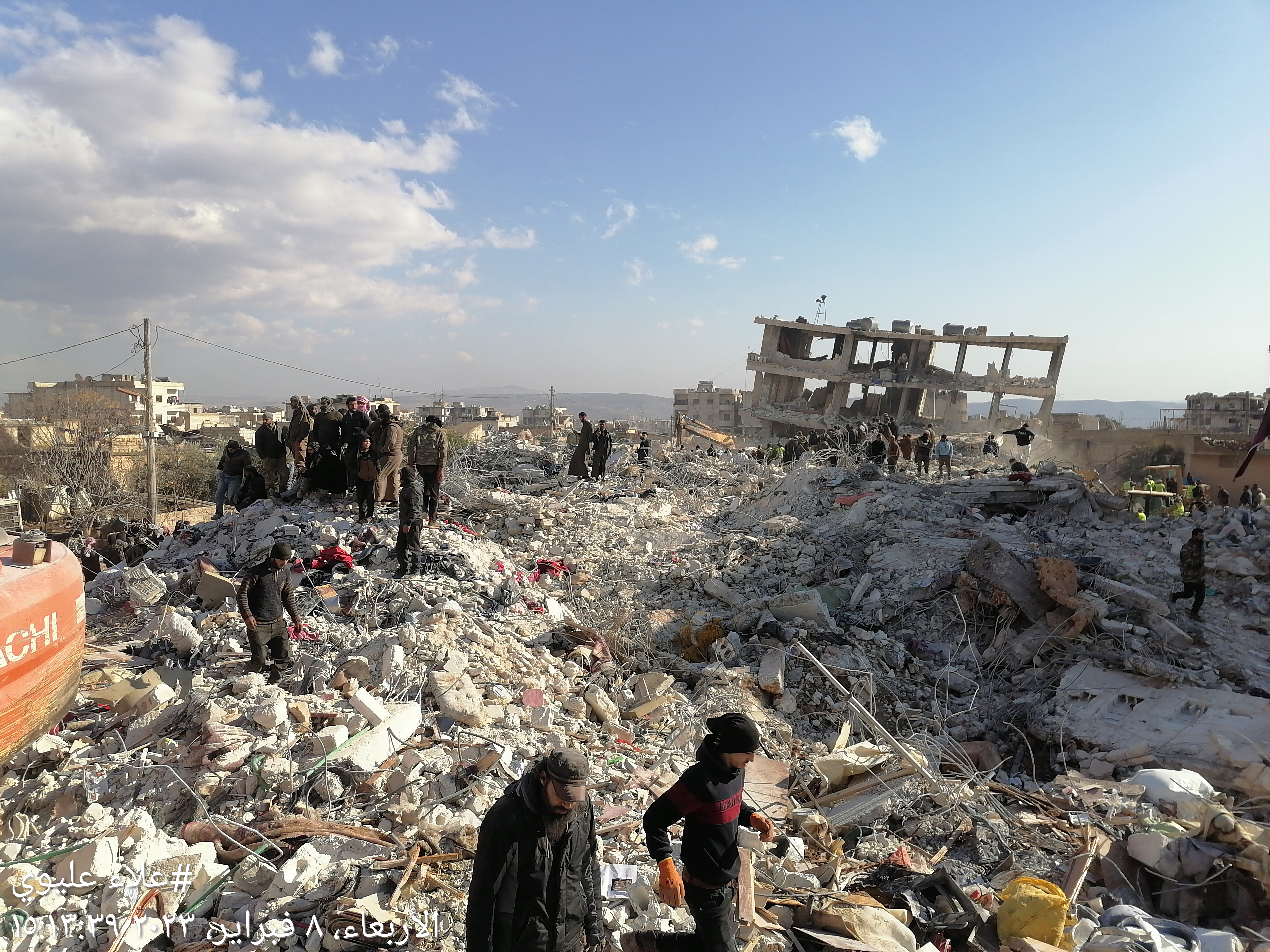
Destrucción en Jindires, Gobernación de Alepo, Siria.

En Damasco, muchas personas huyeron de sus hogares a las calles. En las partes del norte de la ciudad, muchos edificios sufrieron grietas. Muchos edificios en Siria ya habían sido dañados por una guerra civil de casi 12 años. El Castillo de Margarida, construido por los cruzados, sufrió daños, con parte de una torre y partes de algunas paredes colapsando. La Ciudadela de Alepo también se vio afectada. Un total de 490 edificios de adobe se habían derrumbado parcial o totalmente, mientras que otros miles resultaron dañados en el noroeste de Siria. El minarete de la Gran Mezquita de Kobanî también resultó dañado. En Jindires, al menos 250 edificios colapsaron; entre las muertes se encontraba una familia de 7 miembros; el único sobreviviente fue un recién nacido. El Ministro de Educación dijo que al menos 453 escuelas en toda la región resultaron dañadas.
Associated Press, citando a residentes locales, informó que la represa Afrin sufrió grietas. El 9 de febrero a las 04:00, la represa se rompió e inundó el pueblo de Al-Tloul. Las fuertes lluvias también provocaron la crecida de un río. El agua de la represa hizo que un río creciera e inundara el área circundante. Casi todos sus residentes se vieron obligados a abandonar el pueblo; unas 500 familias fueron desplazadas. Según Reuters, citando a residentes locales, entre 35 y 40 personas murieron y la mayoría de los edificios en Al-Tloul resultaron dañados o destruidos por los terremotos.

### Víctimas extranjeras
| País                 | Fallecidos en      | Fallecidos en    |
| País                 | Bandera de Turquía | Bandera de Siria |
| -------------------- | ------------------ | ---------------- |
| Siria                | 4331               |                  |
| Afganistán           | 116                | —                |
| Palestina            | 54                 | 51               |
| Chipre del Norte     | 29                 | —                |
| Yemen                | 29                 | —                |
| Marruecos            | 19                 | —                |
| Líbano               | 16                 | 3                |
| Irak                 | 13                 | —                |
| Azerbaiyán           | 10                 | —                |
| Armenia              | 9                  | 2                |
| Italia               | 7                  | —                |
| Filipinas            | 6                  | —                |
| Georgia              | 5                  | —                |
| Ucrania              | 5                  | —                |
| Francia              | 4                  | —                |
| Indonesia            | 4                  | —                |
| Uzbekistán           | 4                  | —                |
| Australia            | 3                  | —                |
| Egipto               | 3                  | —                |
| Estados Unidos       | 3                  | —                |
| Irán                 | 3                  | —                |
| Moldavia             | 3                  | —                |
| Países Bajos         | 3                  | —                |
| Argelia              | 2                  | —                |
| Austria              | 2                  | —                |
| Grecia               | 2                  | —                |
| Kazajistán           | 2                  | —                |
| Arabia Saudita       | 1                  | —                |
| Bélgica              | 1                  | —                |
| Bosnia y Herzegovina | 1                  | —                |
| Bulgaria             | 1                  | —                |
| Camerún              | 1                  | —                |
| Canadá               | 1                  | —                |
| China                | 1                  | —                |
| Colombia             | 1                  | —                |
| Ghana                | 1                  | —                |
| India                | 1                  | —                |
| Jordania             | 1                  | —                |
| Kirguistán           | 1                  | —                |
| República Checa      | 1                  | —                |
| Rusia                | 1                  | —                |
| Serbia               | 1                  | —                |
| Sri Lanka            | 1                  | —                |
| Sudán                | 1                  | —                |
| Tailandia            | 1                  | —                |
| Uganda               | 1                  | —                |

Al menos 4331 sirios que residían en Turquía murieron. Según la Presidencia de Gestión de la Migración de Turquía, 1,75 millones de sirios viven en el sur de Turquía; 460 150 en Gaziantep; 354 000 en Antakya; 368 000 en Sanliurfa; 250 000 en Adana. Los días 6 y 7 de febrero, el Ministerio de Salud de Turquía devolvió los cuerpos de 1000 víctimas sirias a través del cruce fronterizo de Bab al-Hawa a sus familiares. Al menos siete refugiados iraquíes también murieron en Turquía.
Según el Ministerio de Relaciones Exteriores afgano, alrededor de 150 ciudadanos afganos murieron en Turquía. La mayoría de estos afganos eran refugiados que huyeron del país después de que los talibanes tomaron el poder en agosto de 2021. 83 palestinos murieron, 51 de los cuales en Siria y 30 en Turquía. Nueve armenios murieron en Turquía, incluida una familia completa de tres en Malatya. Otros dos murieron en Siria. Seis ciudadanos libaneses murieron en ambos países: tres murieron en Turquía y tres más en Siria.
Una familia italiana de seis miembros, dos ciudadanos egipcios, dos ciudadanos argelinos, una mujer de Moldavia y sus dos hijos, y un turista belga murieron en Hatay. También murieron dos hombres australianos, uno de ellos en Hatay.
Una mujer tailandesa y un niño de Bulgaria murieron en Alejandreta, mientras que un ciudadano de Uzbekistán, cuatro ciudadanos yemeníes (incluida una familia completa de tres), y un indio murieron en Malatya. Una mujer indonesia y su hijo de un año y dos ciudadanos austriacos murieron en Kahramanmaraş.
Cuatro ciudadanos marroquíes, cuatro ciudadanos franceses, cuatro mujeres azerbaiyanas, tres personas de los Países Bajos, tres personas de Georgia, tres estadounidenses, dos griegos, dos kazajos, dos ucranianos, dos filipinos, un ciudadano ruso, una colombiana, una checa un niño de ocho años de Serbia, un saudí, un jordano y un ciudadano sudanés también murieron en Turquía.
Diecinueve estudiantes, dos profesores y un padre de Chipre del Norte murieron cuando se derrumbó el hotel en el que se hospedaban en Adiyaman. Otros siete turcochipriotas murieron en Hatay y Kahramanmaraş. Tres jugadores de la selección nacional de fútbol para discapacitados de Irán murieron en Turquía.
El futbolista ghanés del Hatayspor, Christian Atsu, estaba entre varios jugadores y cuerpo técnico atrapados en el derrumbe de la sede de su club en Antakya. El 7 de febrero, se informó que se encontraba estable en el hospital, aunque al día siguiente el gerente Volkan Demirel dijo que seguía desaparecido. Su cuerpo fue hallado entre los escombros doce días después.

### Otros países
En el Líbano, los residentes fueron despertados de su sueño. Los edificios en el país temblaron por hasta 40 segundos. En Beirut, los residentes huyeron de sus hogares y se quedaron en las calles o condujeron sus vehículos para huir de los edificios. En general, el impacto del terremoto en el Líbano fue limitado, con algunos edificios dañados en las ciudades de Trípoli, Miniyeh, El Mina y Burj Hammoud, y una casa se derrumbó en Rashaya.
En Asdod, Israel, un edificio fue evacuado después de que se observaron grietas en un pilar, y en Nicosia, Chipre, algunas ventanas se agrietaron, y la pared de una casa se derrumbó, dañando dos vehículos cercanos.
El Centro Sismológico Europeo-Mediterráneo dijo que se sintieron temblores en Armenia, Egipto, Georgia, Grecia, Irak, Israel, Jordania y Rusia. En Irak, los ventiladores, los marcos y otros objetos colgantes temblaban mucho. Allí, muchos residentes permanecieron al aire libre mientras esperaban un anuncio de que era seguro regresar a sus hogares. Una réplica se sintió horas más tarde, lo que obligó a evacuar los edificios. No se han reportado muertos o heridos, sin embargo, se reportaron daños menores en algunas casas y edificios en Erbil, y la ciudadela en la misma ciudad resultó severamente dañada. En Egipto, los terremotos se sintieron con fuerza en la capital, El Cairo, y se considera el terremoto más fuerte que se ha sentido allí desde 1975. Apareció una grieta de 20 m en Corniche en Alejandría.

### Preocupaciones de salud
Surgieron preocupaciones con respecto a la posible propagación de infecciones en áreas donde las instalaciones de saneamiento estaban dañadas o no funcionaban. Debido a la escasez de agua experimentada en ambos países, muchos sobrevivientes no pudieron ducharse. Las organizaciones internacionales de salud dijeron que la escasez de agua limpia sería un riesgo para la salud pública. La Organización Mundial de la Salud dijo que la escasez de agua "aumenta el riesgo de enfermedades transmitidas por el agua y brotes de enfermedades transmisibles".
El 18 de febrero, el ministro de Salud de Turquía, Fahrettin Koca, dijo que había un aumento en los casos de infecciones intestinales y de las vías respiratorias superiores, pero que "las cifras no representaban una amenaza grave para la salud pública". En un estadio que servía de refugio en Kahramanmaraş, una clínica administrada por 15 a 30 médicos atendieron hasta 10 000 pacientes en el día. La clínica proporcionó vacunas contra el tétanos y artículos sanitarios a los residentes. Muchas personas en el estadio no pudieron ducharse y los seis baños no dieron abasto para la gran cantidad de personas. En Antioquía, los residentes dijeron que se necesitaban más baños portátiles.
Las autoridades sanitarias de Turquía estuvieron asegurándose de que los supervivientes de los terremotos estuvieran libres de enfermedades. La Organización Mundial de la Salud colaboró con las autoridades locales para monitorear las tasas de enfermedades transmitidas por el agua, influenza estacional y COVID-19 entre los afectados.

### Estimaciones de pérdidas
El servicio de Evaluación rápida de los terremotos globales para la respuesta (PAGER) de la USGS estimó una probabilidad del 35 por ciento de pérdidas económicas entre US$ 10 mil millones y US$ 100 mil millones. Había un 34 por ciento de probabilidad de que las pérdidas económicas excedieran los US$100 mil millones. El servicio estimó una probabilidad del 36 por ciento de muertes entre 10 000 y 100 000; 26 por ciento de probabilidad de muertes superiores a 100 000. Para el segundo gran terremoto, hubo una probabilidad del 46 por ciento de muertes entre 1000 y 10 000; 30 por ciento de probabilidad de muertes entre 100 y 1000. El servicio también estimó una probabilidad del 35 por ciento de pérdidas económicas entre US$ 1 mil millones y US$ 10 mil millones; 27 por ciento de probabilidad de pérdidas económicas entre US$10 mil millones y US$100 mil millones.
Risklayer estima un número de muertos de entre 23 284 y 105 671, la organización TÜRKONFED estimó que los costos totales del daño por los terremotos fueron de $84,1 mil millones de dólares estadounidenses; $70,750 millones en reconstrucción, $10,400 en pérdida de ingresos nacionales y una pérdida adicional de $2,91000 millones en mano de obra.
Según el profesor de geofísica, Ovgun Ahmet Ercan, «180 000 personas o más pueden estar atrapadas bajo los escombros, casi todas ellas muertas». Martin Griffiths dijo que se esperaba que el número de muertos "se duplicara con creces". La Organización Mundial de la Salud dijo que hasta 26 millones de personas pueden haberse visto afectadas; 15 millones en Turquía y 11 millones en Siria.
Poco después de los terremotos, el valor de la lira turca alcanzó un mínimo histórico de 18,85 frente al dólar estadounidense, pero recuperó su posición inicial al final del día. Los mercados bursátiles turcos cayeron; el principal índice de referencia de acciones cayó hasta un 5 por ciento y los bancos cayeron un 5,5 por ciento, pero se recuperaron de las pérdidas. La principal bolsa de valores del país cayó un 1,35 por ciento el 6 de febrero. La Bolsa de Estambul cayó un 8,6% el 7 de febrero y disminuyó más del 7% la mañana del 8 de febrero antes de que se suspendieran las operaciones; la bolsa anunció entonces que cerraría durante cinco días.

## Respuesta

### Turquía

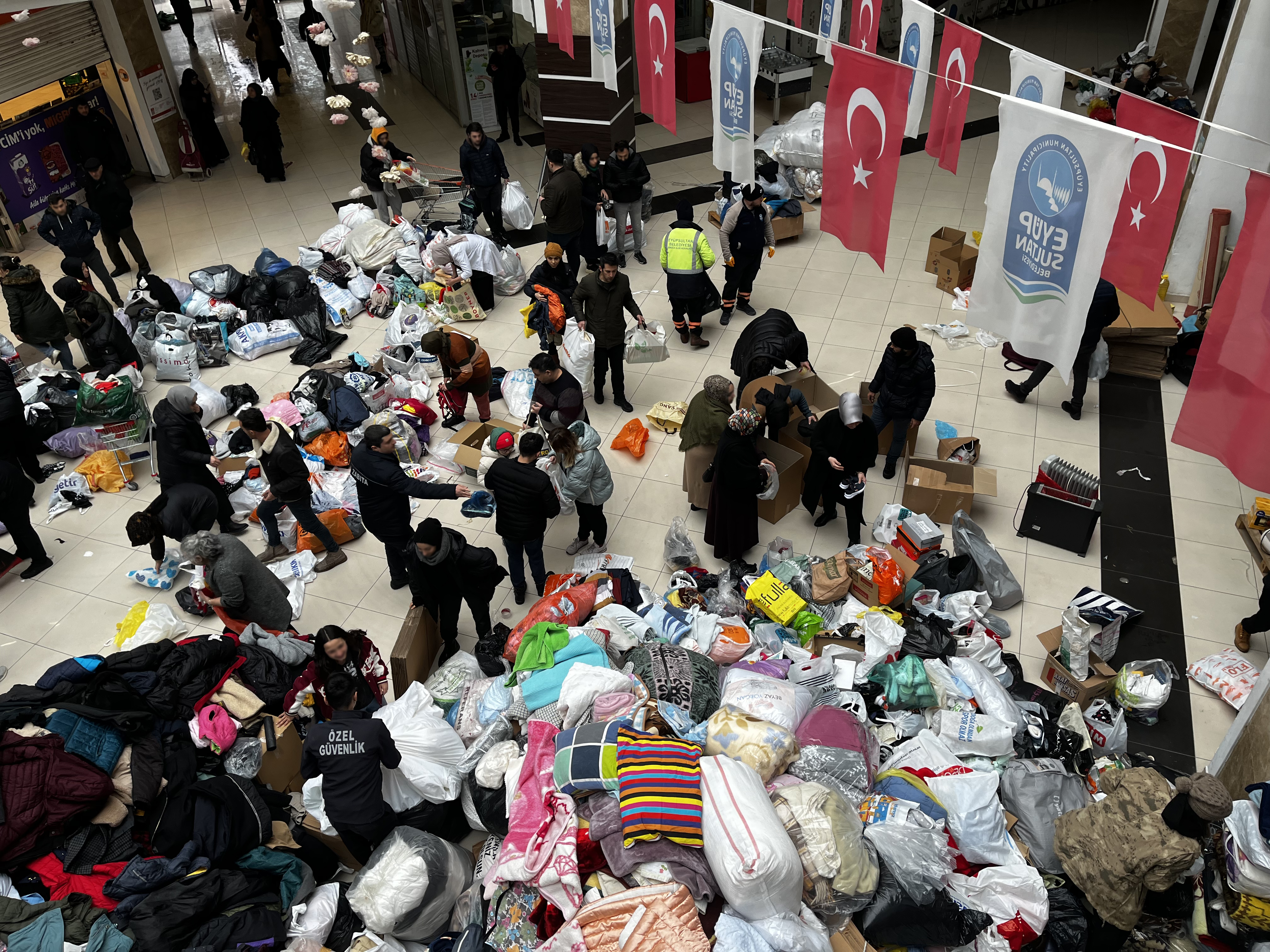
Ayuda recolectada en Eyüpsultan, Estambul para las víctimas del terremoto.

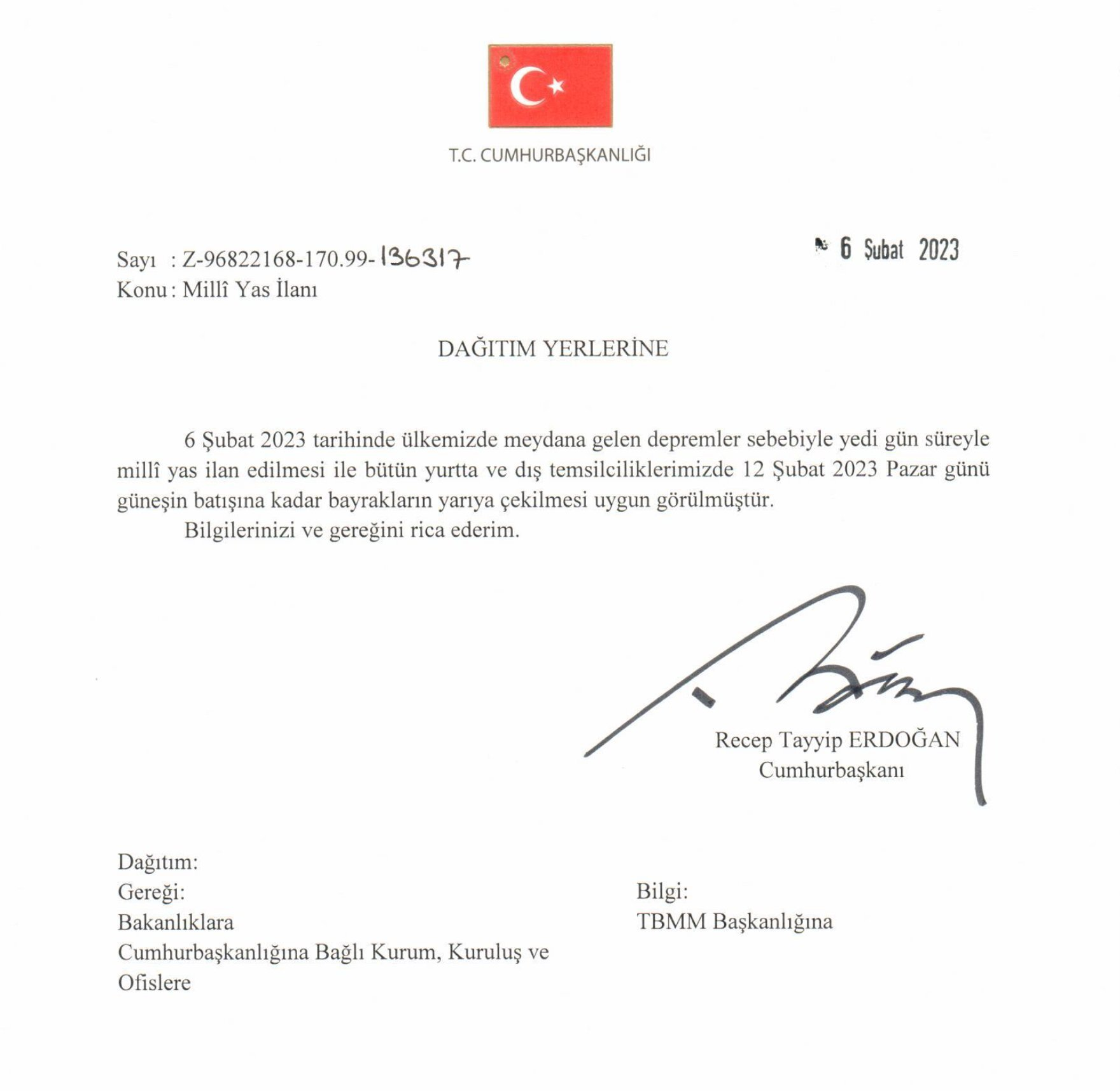
Decreto presidencial de 7 días de luto nacional por las víctimas del terremoto.

El presidente Recep Tayyip Erdoğan dijo en Twitter que «los equipos de búsqueda y rescate fueron enviados de inmediato» al área afectada. El ministro del Interior, Süleyman Soylu, instó a los residentes a que se abstuvieran de entrar en los edificios dañados. El 7 de febrero, el presidente Erdoğan declaró un estado de emergencia de 3 meses en las 10 provincias afectadas.
El gobierno nacional declaró «alerta de nivel cuatro» para solicitar ayuda internacional. Según la Presidencia de Manejo de Desastres y Emergencias, se enviaron 25 000 efectivos de búsqueda y rescate a las 10 provincias afectadas. Al menos 70 países se ofrecieron a ayudar en las operaciones de búsqueda y rescate.
Los servicios de emergencia en Turquía se apresuraron a buscar sobrevivientes atrapados debajo de muchos edificios derrumbados. El 8 de febrero, más de 8000 personas fueron rescatadas de los escombros en 10 provincias. Unas 380 000 personas se refugiaron en albergues de socorro u hoteles.
Las Fuerzas Armadas de Turquía establecieron un «corredor de ayuda aérea» para movilizar equipos de búsqueda y rescate. Muchos aviones militares, incluidos un Airbus A400M y un C-130 Hercules, transportaron equipos y vehículos de búsqueda y rescate al área. También se enviaron alimentos, frazadas y equipos psicológicos. Turquía envió una solicitud oficial de asistencia a la OTAN y sus aliados.
En una declaración oficial, el ministro de Juventud y Deportes, Mehmet Kasapoğlu, anunció que todos los campeonatos nacionales se suspenderían con efecto inmediato, hasta nuevo aviso. El ministro de Educación Nacional, Mahmut Özer, ordenó el cierre de todas las escuelas del país durante una semana, que luego se extendió a dos semanas. Las universidades en Turquía también fueron cerradas hasta nuevo aviso. Los dormitorios estudiantiles administrados por la Dirección General de Crédito para la Educación Superior y Albergues fueron destinados para albergar a las personas afectadas. Las clases en las provincias afectadas fueron suspendidas hasta el 10 de marzo. Los estudiantes foráneos que estudiaban en escuelas ubicadas en las provincias afectadas fueron transferidos a otras provincias de su elección.

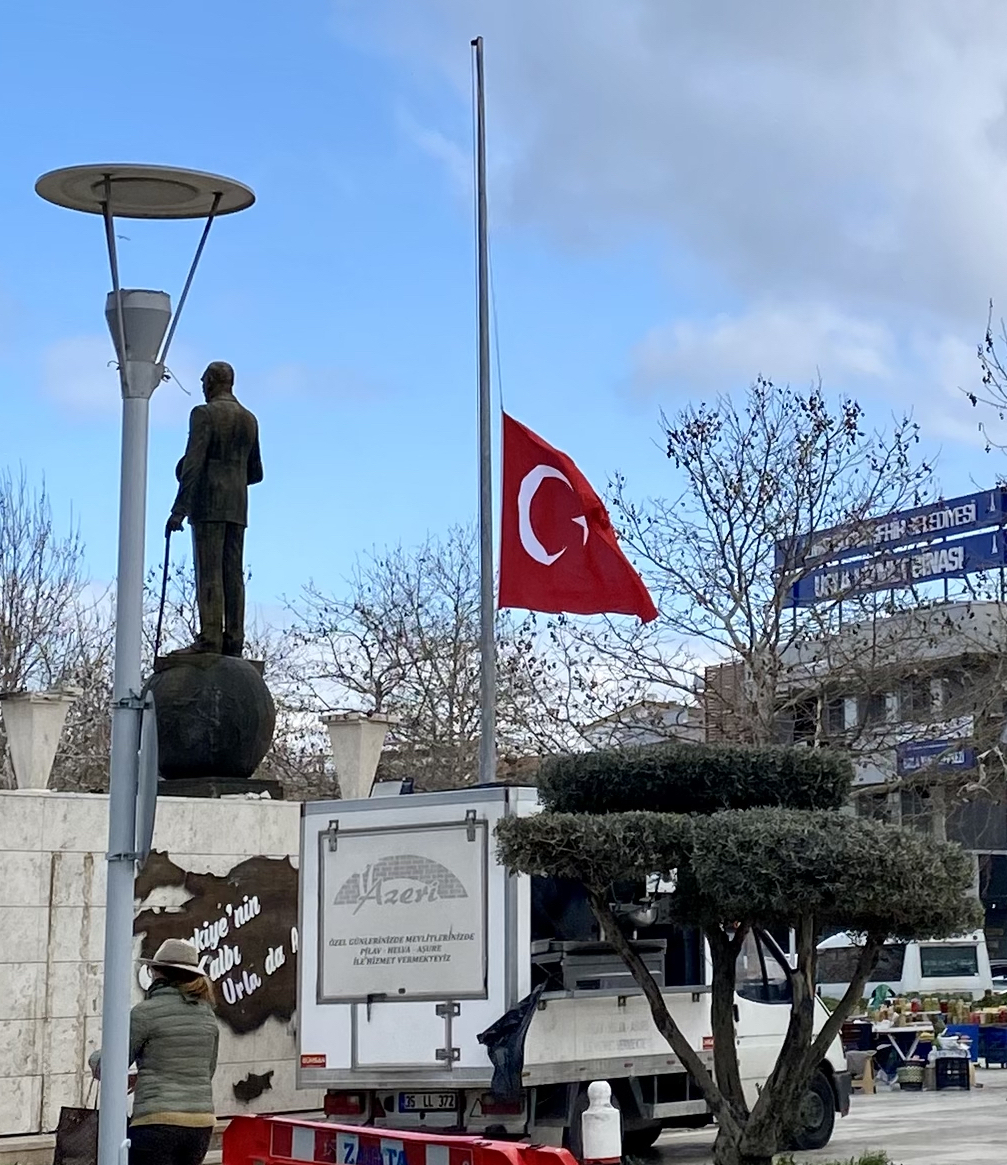
Bandera turca a media asta en señal de luto por las víctimas de los terremotos.

Se desplegaron más de 53 000 trabajadores de emergencia turcos en las regiones afectadas por los terremotos. Un equipo de 90 mineros de Soma llegó a Osmaniye para brindar asistencia. La Municipalidad Metropolitana de Esmirna también envió decenas de vehículos y equipos.
Las malas condiciones climáticas, incluidas la nieve, la lluvia y las temperaturas bajo cero, interrumpieron los esfuerzos de búsqueda y rescate realizados por los trabajadores de rescate y los civiles. Los rescatistas y voluntarios usaron ropa de invierno mientras buscaban sobrevivientes. Las carreteras dañadas también retrasaron la entrega de ayuda.
El presidente Erdoğan mantuvo llamadas telefónicas con gobernadores y alcaldes de las áreas afectadas por el desastre, excepto Hatay. Erdoğan declaró 7 días de luto nacional en Turquía mediante una publicación en su página de Twitter. También se decretaron siete días de luto nacional en Chipre del Norte y un día en Bangladés y Kosovo. El Primer Ministro de Albania, Edi Rama, dijo que el 13 de febrero sería un día de duelo nacional. El 13 de febrero, todas las misiones diplomáticas de Macedonia del Norte en el extranjero bajaron las banderas del país a media asta en solidaridad con Turquía.
Debido a las temperaturas bajo cero en las áreas afectadas tanto en Turquía como en Siria, el alcalde de Hatay, Lütfü Savaş, advirtió sobre el riesgo de hipotermia. Varias decenas de miles de personas en toda la región quedaron sin hogar y pasaron la noche en un clima frío. Las mezquitas en Turquía se utilizaron como refugios para las personas que no podían regresar a sus hogares debido a las temperaturas bajo cero. En Gaziantep, la gente buscó refugio en centros comerciales, estadios, centros comunitarios y mezquitas. Los funcionarios planean abrir hoteles en Antalya, Alanya y Mersin para alojar temporalmente a la población afectada. Las autoridades fueron criticadas por los residentes de la provincia que criticaron los "insuficientes esfuerzos de búsqueda y rescate". La pista del aeropuerto de Hatay sufrió graves daños, lo que dificultó los esfuerzos de rescate. El 7 de febrero, las autoridades dijeron que 1846 personas en la provincia habían sido rescatadas.

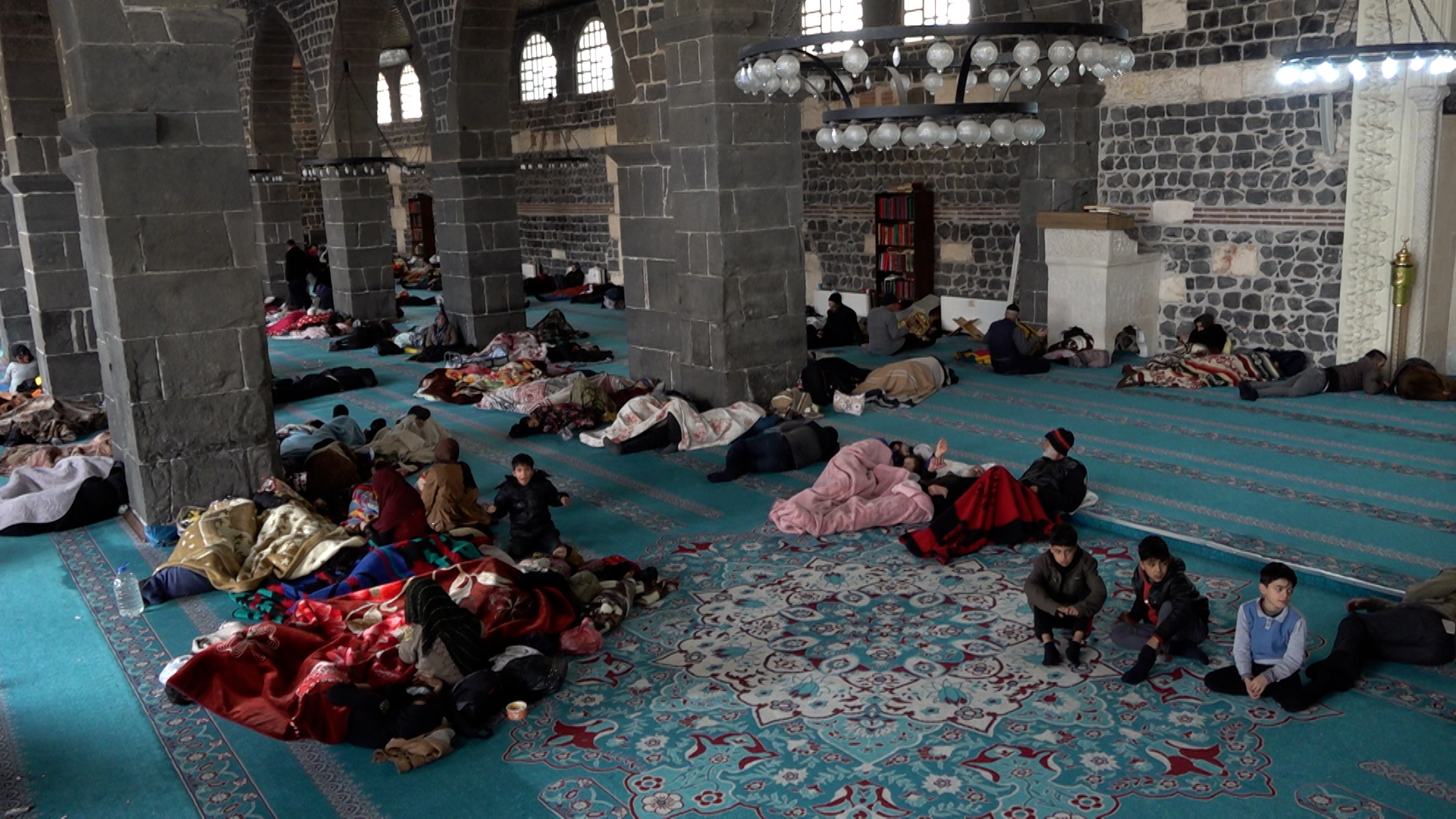
Víctimas que perdieron sus hogares por los terremotos refugiándose en la Gran Mezquita de Diyarbakir.

Casi 250 000 personas desplazadas por los terremotos durmieron en escuelas de la provincia de Malatya. Al menos 24 cocinas móviles de escuelas vocacionales de la provincia fueron desplegadas en las áreas afectadas.
Turkish Airlines dijo que ofrecería vuelos gratuitos desde las provincias de Adana, Adıyaman, Gaziantep, Kayseri, Diyarbakır, Şanlıurfa, Malatya, Elazığ y Kahramanmaraş. La Autoridad para el Manejo de Desastres y Emergencias abrió una invitación para que los ciudadanos voluntarios ayuden con los esfuerzos de rescate en el área afectada. Miles de voluntarios llegaron al aeropuerto de Estambul. Bilal Ekşi, CEO de Turkish Airlines, dijo que la empresa ha transportado a 11 780 voluntarios en 80 vuelos a Adana, Gaziantep, Adiyaman y Urfa.
NetBlocks anunció que ICTA (en turco: BTK) limitó el acceso a Twitter desde Turquía debido a contenidos de desinformación reclamados por funcionarios del gobierno turco.
El 8 de febrero, Erdoğan visitó la región afectada, incluida la ciudad de Pazarcık, la provincia de Kahramanmaraş y la provincia de Hatay. Reconoció “deficiencias” en la respuesta a los terremotos, pero negó que hubiera una cantidad insuficiente de personal involucrado en las operaciones de rescate. También describió a las personas que dijeron que no habían visto a las fuerzas de seguridad en absoluto en algunas áreas como "provocadores".

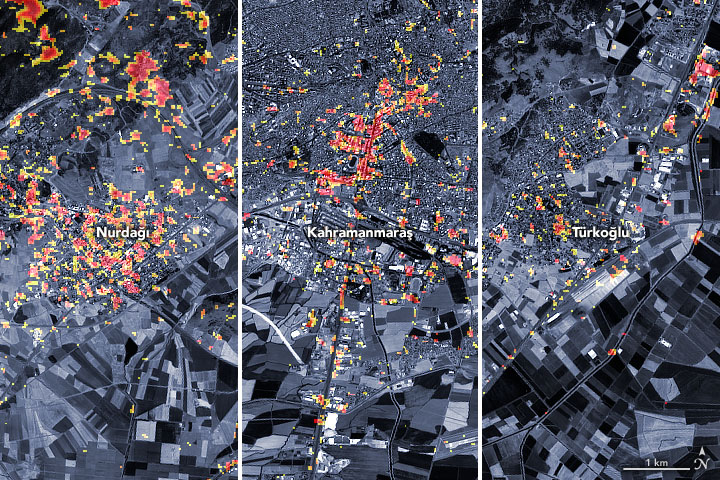
Imágenes de satélite de zonas en Turquía devastadas por los terremotos.

#### Incidentes de seguridad
En la mañana del 7 de febrero, Turquía acusó a las UPP de haber perpetrado un ataque de MRL en su puesto de control fronterizo, a lo que el ejército turco respondió con más ataques. La Media Luna Roja Kurda y Kamal Sido de la Asociación para los Pueblos Amenazados acusaron más tarde a Turquía de ataques aéreos contra la población kurda alrededor de Tal Rifaat también después del terremoto. Sido exigió a Turquía que abriera las fronteras a Siria para la ayuda humanitaria «tal como estaban abiertas para los islamistas».
El Partido de los Trabajadores de Kurdistán (PKK) declaró un alto el fuego en su conflicto con Turquía. El cofundador del PKK, Cemîl Bayik, dijo que "miles de nuestra gente está bajo los escombros" y abogó por centrarse en los esfuerzos de rescate. Pidió a todos los grupos comprometidos que detuvieran las acciones militares y agregó que el PKK no participaría "mientras el Estado turco no ataque".
La policía turca dijo el 7 de febrero que había detenido a cuatro personas por “publicaciones provocativas con el objetivo de crear miedo y pánico” en las redes sociales después del terremoto. Agregó que se estaba llevando a cabo una investigación más amplia sobre las cuentas de las redes sociales, pero no ofreció información sobre el contenido de las publicaciones. El número de detenciones aumentó a una docena para el 8 de febrero. Las autoridades arrestaron a 98 personas por saqueo, robo o estafa a las víctimas.
El 9 de febrero, tres reclusos murieron y 12 más resultaron heridos después de que los soldados abrieran fuego durante un motín en la prisión de Hatay. Los presos exigían ver a sus familias afectadas por los terremotos.
El 11 de febrero, rescatistas alemanes y austríacos desplegados en la provincia de Hatay en Turquía suspendieron las operaciones, citando un empeoramiento de la situación de seguridad derivado de "la escasez de alimentos y el suministro problemático de agua en la zona". Posteriormente, el equipo austriaco reanudó sus operaciones cuando las Fuerzas Terrestres de Turquía brindaron protección. El 12 de febrero, los rescatistas del grupo israelí de búsqueda y rescate United Hatzalah también se retiraron, citando "inteligencia de una amenaza concreta e inmediata sobre la delegación israelí".

#### Asistencia del gobierno
El gobierno dijo que pagaría indemnizaciones a quienes hayan perdido sus hogares. El presidente Erdoğan dijo que se otorgarían 15 000 liras turcas en asistencia para la reubicación por hogar a aquellos cuyas casas sufrieron destrucción moderada, grave o total. Se otorgaría asistencia de alquiler de hasta ₺5 000 a los propietarios de viviendas y ₺2 000 a los inquilinos.
El 9 de febrero, después de recorrer la ciudad de Gaziantep, Erdoğan prometió reconstruir las casas destruidas de los supervivientes en el plazo de un año. También dijo que el gobierno estaba trabajando en el alojamiento temporal para las personas que quedaron sin hogar. Ese mismo día, se impuso la fuerza mayor en la región afectada y las obligaciones tributarias entre el 6 de febrero y el 31 de julio de 2023 fueron pospuestas hasta el 31 de julio de 2023.
El 10 de febrero, mientras recorría la provincia de Adiyaman, el presidente Erdoğan reiteró la promesa de reconstruir todas las casas en el plazo de un año y añadió que el gobierno subvencionará los alquileres de quienes no deseen quedarse en tiendas de campaña. Más tarde agregó que más de 141 000 miembros del personal de rescate, incluidos equipos extranjeros, habían trabajando en las 10 provincias afectadas, que se asignaron 100 000 millones de liras (US$5300 millones) a la respuesta al desastre.
AFAD emitió un comunicado el 16 de febrero, detallando que 387 000 tiendas de campaña habían sido instaladas en la zona afectada por organizaciones locales e internacionales. El presidente Erdoğan dijo que 890 000 sobrevivientes fueron colocados en dormitorios en 50 000 hoteles. Agregó que 1,6 millones de personas habían tenido acceso a albergues.

#### Críticas al gobierno

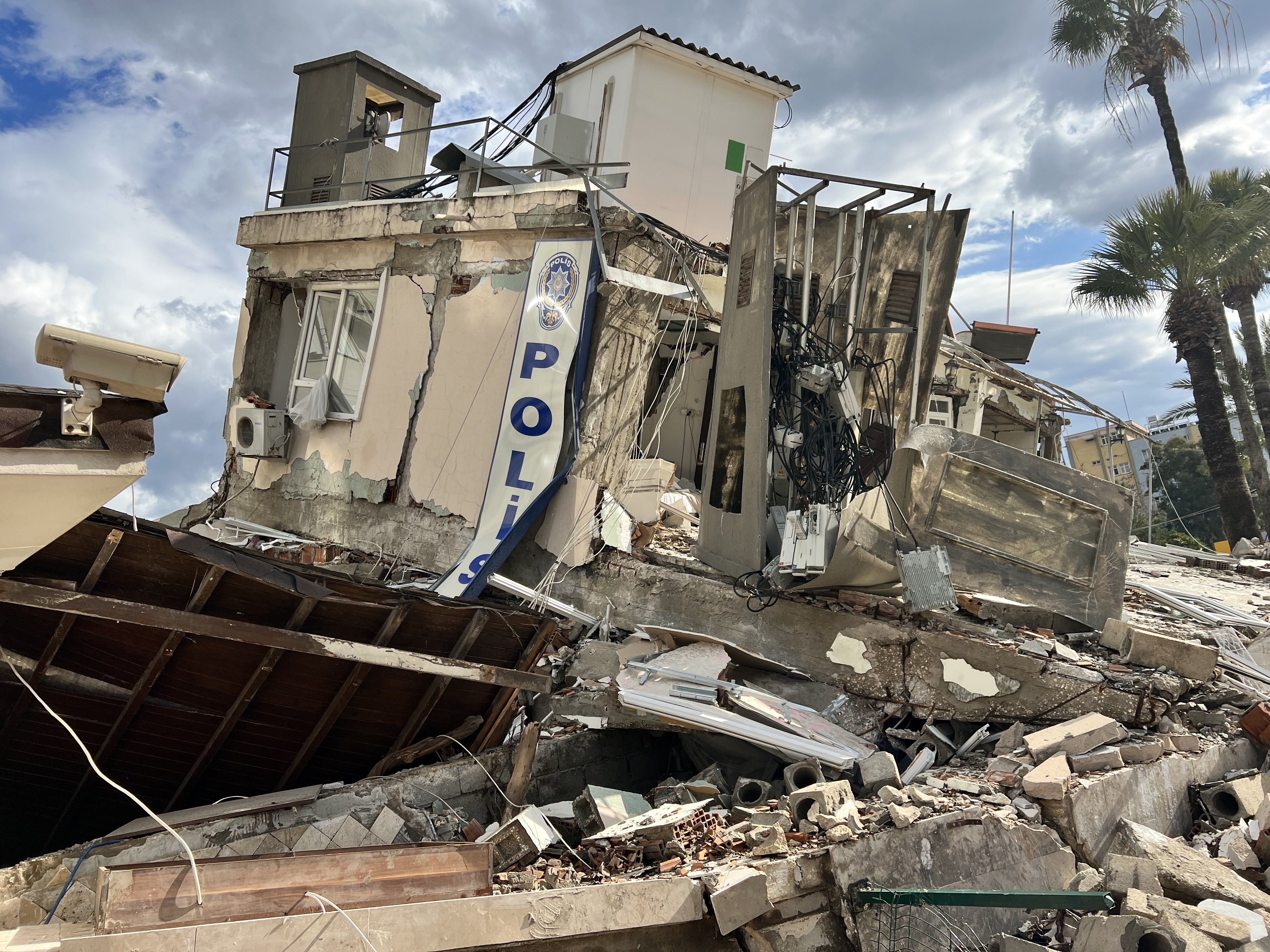
Estación de policía derrumbada tras los terremotos en Hatay.

El derrumbe de muchos edificios recién construidos durante los terremotos provocó la ira del público y dudas sobre los estándares de seguridad de los edificios. Después de la devastación del terremoto de izmit de 1999, se aprobaron nuevos códigos de construcción para hacer que los edificios fueran más resistentes a los terremotos. La calidad del concreto es a menudo una fuente de colapso, especialmente en edificios más antiguos, pero en algunos casos la ingeniería y el diseño de edificios nuevos de gran altura y la colocación incorrecta de columnas y vigas de soporte pueden haber contribuido al colapso. Los códigos de construcción, actualizados por última vez en 2018, tienen requisitos para el diseño de ingeniería y la calidad de la construcción, así como la calidad de los materiales. Durante mucho tiempo ha habido quejas de que los códigos de construcción se aplican débilmente. En Turquía, el gobierno había proporcionado "amnistías de construcción" periódicas, exenciones legales efectivas para el pago de una tarifa, para estructuras construidas sin los certificados de seguridad requeridos o aquellas que se desviaban de los diseños originales con licencia, a menudo agregando pisos adicionales. Hasta 75 000 edificios en la zona afectada por el terremoto en el sur de Turquía han recibido amnistías de construcción. Los videos que mostraban a Erdogan alardeando previamente de permitir que los constructores evitaran los códigos de terremotos se volvieron virales en las redes sociales.
La decisión de Turquía de bloquear el acceso a Twitter durante unas 12 horas desde el miércoles por la tarde hasta la madrugada del jueves mientras la gente se apresuraba a encontrar a sus seres queridos después de los devastadores terremotos agravó la frustración pública por el ritmo de los esfuerzos de ayuda. Los líderes de la oposición y los usuarios de las redes sociales criticaron la supresión de la plataforma, que ha ayudado a las personas a compartir información sobre la llegada de la ayuda y la ubicación de los que siguen atrapados entre los escombros después del terremoto inicial. El gobierno del presidente Tayyip Erdogan ha bloqueado redes sociales en el pasado y en los últimos meses se centró en combatir lo que llama "desinformación", que según dijo provocó el bloqueo el miércoles.

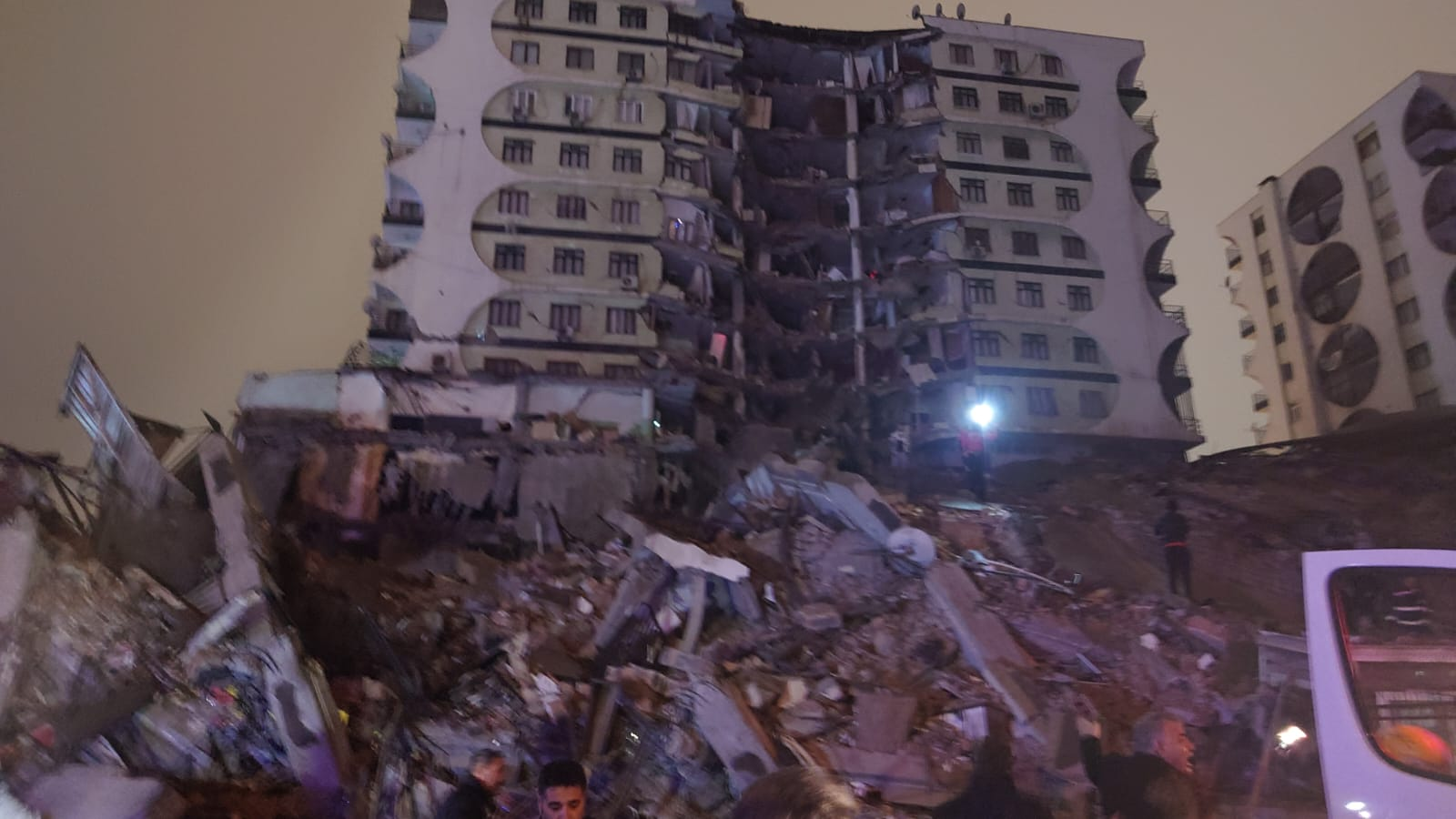
Los restos de un edificio derrumbado, Diyarbakır, Turquía.

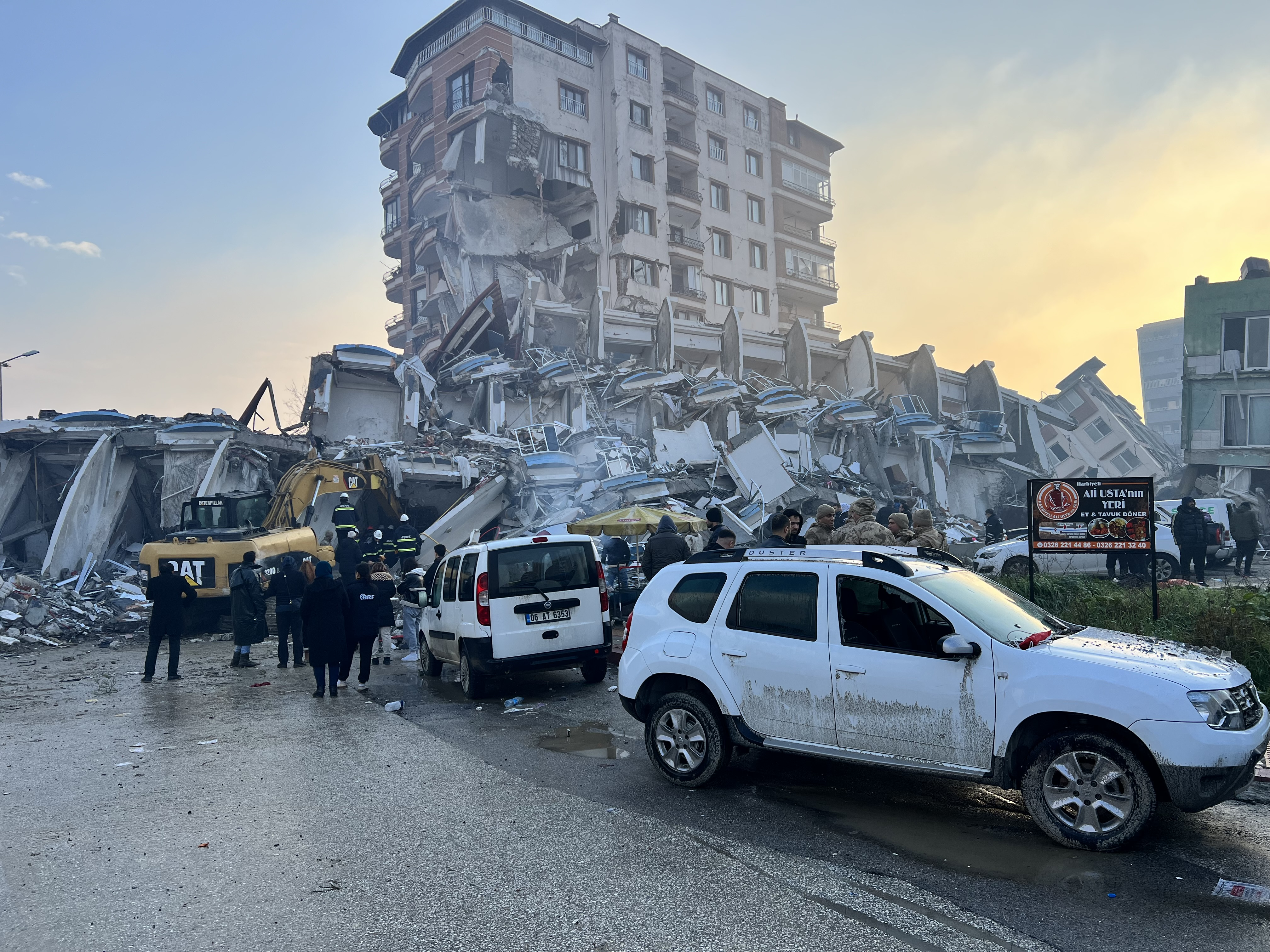
Movilización de equipos de rescate en Hatay.

En Adıyaman, el ministro de Transporte e Infraestructura, Adil Karaismailoğlu, y el Gobernador Mahmut Çuhadar se encontraron con protestas de la población local. El líder de la oposición en el Parlamento, Kemal Kılıçdaroğlu del CHP, atribuyó la responsabilidad de la escala del desastre al presidente Erdoğan. Exigió a los alcaldes del CHP que no retrocedieran en la entrega de pan y cobijas a los necesitados y que no acepten un bloqueo burocrático como lo hicieron durante el confinamiento por el COVID-19. También surgieron preguntas sobre cómo se usa un "impuesto de terremoto" recaudado por el gobierno turco a raíz del terremoto de Izmit de 1999, estimado en 88 000 millones de liras (4600 millones de dólares; 3800 millones de libras esterlinas) y destinado a ser gastado en la prevención de desastres y el desarrollo de los servicios de emergencia, se estaba gastando, dado que el gobierno nunca ha dado una explicación pública.
Críticos como Soli Ozel, profesor de la Universidad Kadir Has en Estambul, señalan que los fondos nacionales destinados a desastres naturales como este se gastaron en proyectos de construcción de carreteras administrados por socios de Erdogan y su gobierno de coalición. Los ingenieros turcos habían advertido previamente que las ciudades podrían convertirse en "cementerios" con la amnistía de construcción. Los críticos del presidente Erdogan dijeron que a los contratistas de proyectos de vivienda se les permitió saltarse mandatos de seguridad vitales que ponían en riesgo a los residentes. Videos de hace varios años mostraban al presidente Erdogan aplaudiendo proyectos de vivienda que años después colapsarían a causa de los terremotos. Durante una parada de campaña antes de las elecciones locales de marzo de 2019, mencionó, entre los principales logros de su gobierno, nuevas viviendas en Kahramanmaras. El presidente Erdogan dijo "Resolvimos el problema de 144 156 ciudadanos de Maras con amnistías de construcción". En otro video, dijo "Hemos resuelto los problemas de 205 000 ciudadanos de Hatay con amnistías de construcción". Antes de las elecciones generales de 2018, 3.1 millones de edificios recibieron certificados de amnistía, según el asistente del secretario general y urbanista de la Municipalidad Metropolitana de Estambul, Bugra Gokce. En las diez provincias afectadas se otorgaron 294 165 certificados; 59 247 en Adana; 10 629 en Adiyaman; 14 719 en Diyarbakir; 40 224 en Gaziantep; 56 464 en Hatay; 3 958 en Kahramanmaraş; 4 897 en Kilis; 22 299 en Malatya; 21 107 en Osmaniye; y 25 521 en Şanlıurfa. Después de que un destructivo terremoto azotara Esmirna en 2020, Asia Times dijo que el gobierno turco generó US$2 mil millones en ganancias desde que se aprobó la última ley de amnistía de construcción en mayo de 2018. Durante ese terremoto, hubo 811 000 certificados vinculados a la construcción ilegal en Esmirna.

#### Críticas a la gestión del desastre

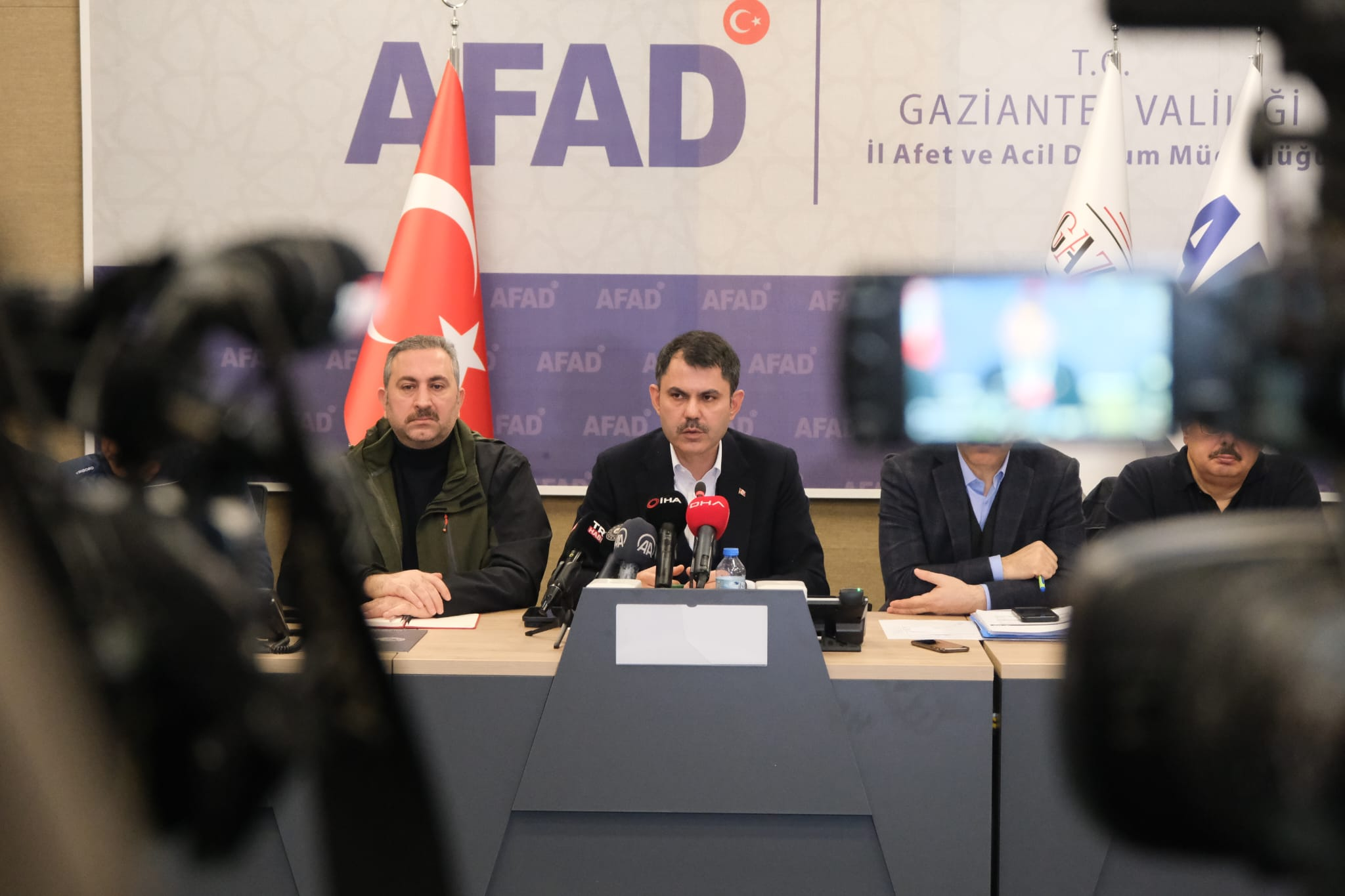
Murat Kurum, Ministro de Medio Ambiente, Urbanización y Cambio Climático de Turquía, hace una declaración tras los terremotos.

AFAD, el principal órgano estatal para la atención de desastres, ha sido criticado por su supuesta lentitud en la reacción y la ayuda inadecuada durante los primeros días de los terremotos. El académico de gestión de emergencias Kubilay Kaptan ha declarado que la reacción tardía de AFAD se debió principalmente a la creciente centralización de las agencias de respuesta de emergencia turcas bajo el gobierno actual. Según Kaptan, numerosas agencias de ayuda se habían fusionado con AFAD en los últimos años y, desde la implementación del referéndum, AFAD había pasado a formar parte del Ministerio del Interior, perdiendo su autonomía y autogobierno. Según Kaptan, la toma de decisiones por parte del Ministerio del Interior obstaculizó una respuesta de ayuda rápida, ya que la organización necesita obtener una aprobación para sus acciones, en contraste con agencias más independientes como FEMA. AFAD también ha sido criticado por los reclamos de una junta directiva inapropiada, ya que algunos miembros de la junta no tienen experiencia en gestión de desastres. İsmail Palakoğlu, el gerente general de la subdivisión de respuesta a desastres de AFAD, siendo un teólogo que trabajó anteriormente en la Dirección de Asuntos Religiosos, fue criticado por varios políticos y medios de comunicación.
Otra crítica fue el despliegue muy tardío de recursos militares. No fueron movilizados durante dos días después del terremoto, y aun así lo que muchos consideraron en cantidad muy modesta. Por lo general, en el pasado, los comandantes locales estaban autorizados a actuar de manera unilateral ante tal desastre natural hasta que el gobierno cambió las regulaciones. También se han informado muchos casos en los que la ayuda se vio obligada a pasar a través de gobernadores locales, que no son elegidos sino designados por el gobierno. A veces se ven obligados a pasar por organizaciones específicas preferidas por el partido gobernante. Muchos informes de camiones de ayuda fueron detenidos y no dejados pasar a menos que se les pusieran pancartas y letreros del partido gobernante, incluso se reportaron calcomanías del presidente colocadas en paquetes de ayuda individuales.

#### Investigación criminal

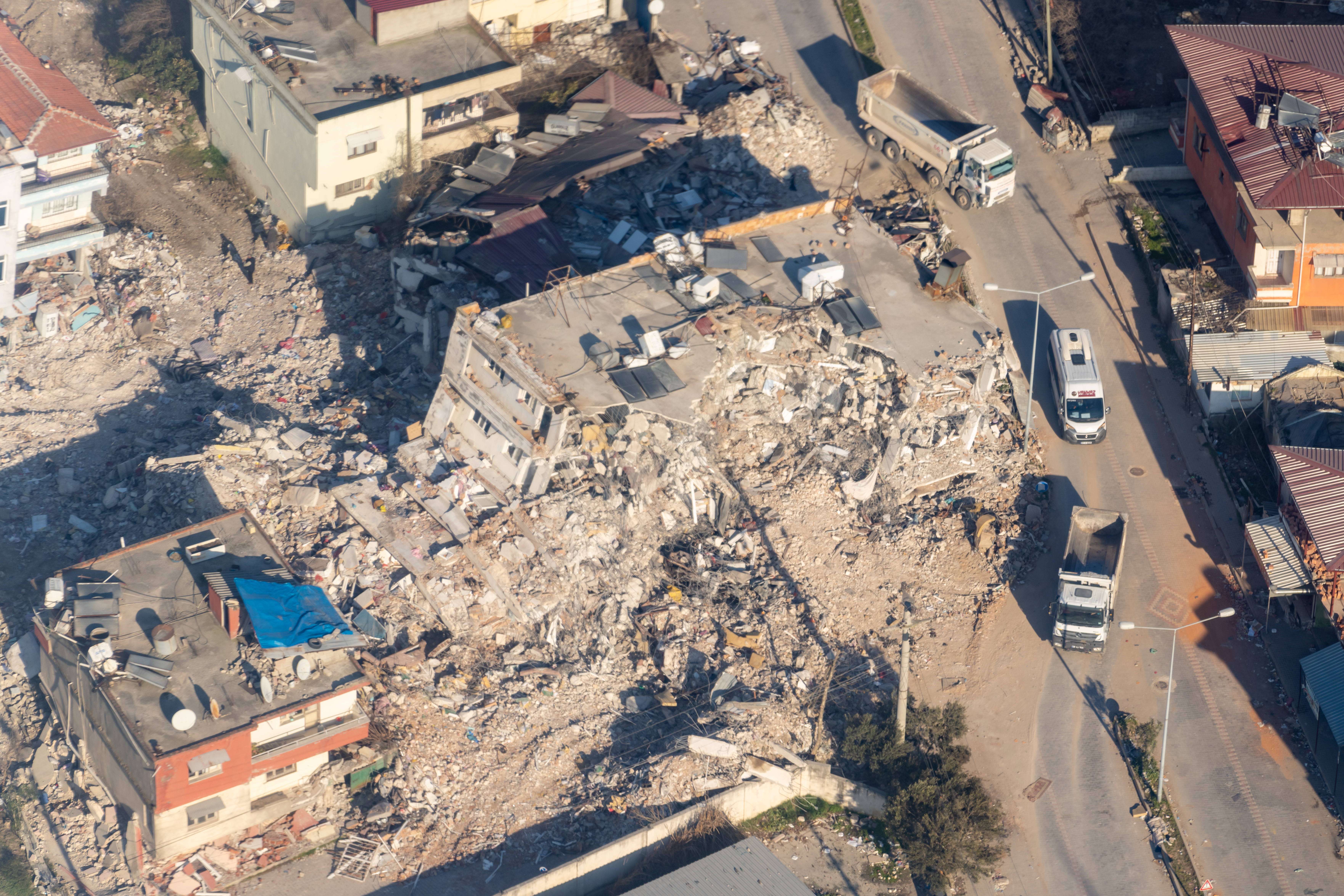
Casas de la provincia de Hatay después de los terremotos.

El 9 de febrero, el ministro de Justicia dijo que se abrió una investigación judicial sobre el derrumbe de edificios. La investigación intenta responsabilizar a quienes construyeron los edificios o tuvieron alguna responsabilidad por su colapso en las 10 provincias más afectadas. El ministro de Justicia, Bekir Bozdağ, dijo: "Aquellos que tengan negligencia, faltas y los responsables de las destrucciones después del terremoto serán identificados y responsabilizados ante el poder judicial". Cerca de 150 fiscales locales fueron autorizados a establecer unidades para investigar a contratistas, topógrafos y otros expertos vinculados a los edificios derrumbados.
El 11 de febrero, el Ministerio de Justicia de Turquía anunció el plan para establecer las oficinas de "Investigación de Crímenes de Terremotos". Las oficinas tienen como objetivo responsabilizar a los contratistas y otros responsables de la construcción, recopilar evidencia, recomendar expertos; incluidos arquitectos, geólogos e ingenieros; e inspeccionar los permisos de construcción y los permisos de ocupación. El vicepresidente Fuat Oktay dijo que se identificaron 131 personas vinculadas al derrumbe de edificios. 
El 12 de febrero se realizaron 12 detenciones y se dictaron 113 órdenes de captura; algunos de los arrestados eran contratistas de la construcción. La Fiscalía General de Adana emitió órdenes de arresto contra 62 personas; se realizaron 31 arrestos el 14 de febrero. En Malatya, los fiscales de la ciudad emitieron órdenes de arresto contra 31 personas.
El propietario de la Residencia renacentista que se derrumbó en la provincia de Hatay fue arrestado en Estambul cuando intentaba salir de Turquía hacia Montenegro. En la provincia de Gaziantep, dos personas fueron detenidas tras ser sospechosas de derribar columnas para crear espacio adicional en un edificio que se derrumbó. Bekir Bozdağ dijo que 163 personas estaban siendo investigadas por su supuesta participación. Ocho personas fueron arrestadas y en espera de juicio, mientras que 48 permanecieron bajo custodia policial; a otros siete se les prohibió salir de Turquía. Las autoridades detuvieron a dos personas en el aeropuerto de Estambul que intentaban huir a Georgia. Entre los arrestados había un hombre y su esposa que construyeron varios edificios en Adıyaman que se derrumbaron. Un contratista involucrado en el desarrollo de Apartamentos Bahar en Gaziantep fue detenido en Estambul después de que sus inspecciones fueran consideradas negligentes. El propietario de una empresa constructora que construyó varios edificios en Adana fue detenido en el norte de Chipre.
La mayoría de los edificios que se derrumbaron en Turquía se construyeron antes del año 2000, pero algunos se construyeron después de ese año. Luego del terremoto de 1999, la construcción de edificios siguió nuevas regulaciones y contó con materiales mejorados. Sukru Ersoy, profesor de geología en la Universidad Técnica de Yıldız, dijo: "La corrupción es alta en el sector de la construcción en Turquía. Y, por lo tanto, hubo abusos". Sin embargo, no todas las autoridades locales estaban corrompidas y los municipios que son considerados incorruptibles incluyen Erzin, donde no se reportaron edificios derrumbados una semana después del terremoto.

#### Elecciones de 2023
Antes de los terremotos, el gobierno había planificado que las elecciones se llevaran a cabo el 14 de mayo de 2023, un mes antes de la última fecha posible como elección anticipada. Después de los terremotos, surgieron dudas sobre si las elecciones podrían realizarse en la fecha prevista. El 13 de febrero, Bülent Arınç del AKP exigió que se pospusieran las elecciones a pesar de que la constitución no permitía tal posibilidad en ausencia de guerra. La declaración de Arınç ha sido criticada por medios de comunicación y políticos. El 18 de febrero, las autoridades del AKP declararon que las elecciones no se retrasarían.
Kemal Kılıçdaroğlu del CHP se opuso a su aplazamiento por motivos constitucionales. Mustafa Tolga Öztürk, miembro del Consejo Supremo Electoral (CSE) del Partido Bueno, declaró que el CSE no tiene ningún poder para posponer una elección y solo el parlamento tiene derecho a hacerlo, y agregó que Turquía no tenía más tiempo que perder con el AKP. Selahattin Demirtas, del Partido Democrático de los Pueblos, describió el aplazamiento como un golpe político. La declaratoria de estado de emergencia en las regiones afectadas también fue interpretada como una posible medida para posponer las elecciones. No obstante, los terremotos hicieron que la principal coalición opositora al AKP pospusiera su reunión del 13 de febrero para la selección de su candidato presidencial por consenso.

### Siria
La opositora Defensa Civil Siria describió la situación como «desastrosa» e instó a los residentes a abandonar los edificios y permanecer al aire libre. La organización declaró extraoficialmente el estado de emergencia. Los medios sirios informaron sobre el derrumbe de una gran cantidad de edificios en la gobernación del norte de Alepo, así como varios en la ciudad de Hama. En Damasco, muchas personas huyeron de sus hogares a las calles. El Centro Nacional de Terremotos dijo que es «el mayor terremoto registrado» en su historia operativa. Según SANA, la agencia estatal de noticias, el presidente Bashar al-Ásad celebró una reunión de emergencia con su gabinete para organizar un plan de rescate en las regiones más afectadas. Siguiendo órdenes del presidente al-Ássad, todos los equipos de los grupos de defensa civil, extinción de incendios, salud y construcción pública fueron movilizados a Alepo.
Las sanciones paralizantes han exacerbado las dificultades de los sirios promedio, ya que las naciones y organizaciones no podrán ofrecer asistencia directa por temor a ser objeto de sanciones. Hubo demandas de levantar o suspender las sanciones para responder al terremoto. El gobierno sirio hizo un llamado a los Estados miembros de la ONU, el Comité Internacional de la Cruz Roja y otras organizaciones humanitarias para obtener ayuda internacional. Siria también solicitó ayuda del Mecanismo Europeo de Protección Civil de la Unión Europea, según el comisionado Janez Lenarčič. Sin embargo, el gobierno de Ássad, a través de su representante en las Naciones Unidas, insistió en que solo él debería ser responsable de la distribución de la ayuda en todas las áreas del país, incluidas las que están en manos de los rebeldes, incitando al Departamento de Estado de los Estados Unidos a responder que, en cambio, se comunicarán directamente con las organizaciones humanitarias en el terreno en lugar de "el régimen sirio que las brutaliza".
La Oficina de las Naciones Unidas para la Coordinación de Asuntos Humanitarios dijo que las carreteras dañadas y los problemas logísticos impidieron la movilización de ayuda internacional a través de la frontera con Turquía. Los cruces fronterizos hacia Turquía permanecieron cerrados el 7 de febrero. Los pacientes gravemente heridos no pudieron ingresar a Turquía para recibir atención médica. Existían excepciones en cuanto a qué personas podían cruzar, incluidas las personas con permisos de residencia turística que solo podían cruzar a pie. El cruce fronterizo de Bab al-Hawa se hizo accesible el 8 de febrero, según la ONU.

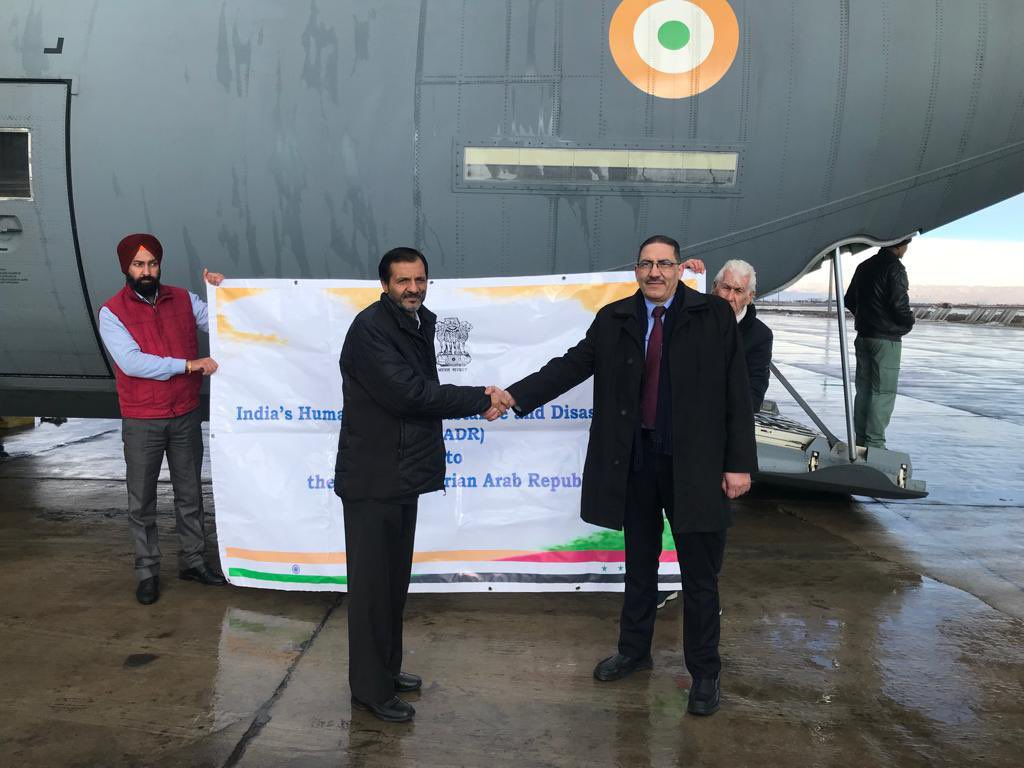
Recibimiento de la ayuda humanitaria enviada por la India para Siria.

India transportó por aire 6 toneladas de asistencia a Siria, que incluyeron 3 camiones cargados de equipo de protección, medicamentos de emergencia, máquinas de ECG y otros artículos médicos.
Algunos hoteles, incluso en Latakia y Damasco, ofrecieron alojar a los sobrevivientes de forma gratuita y garantizar las necesidades básicas. Refugiados y expatriados también abrieron sus casas como albergues para personas. La Universidad Privada Al-Sham inició un esfuerzo para recibir personas. También se abrieron instalaciones deportivas, lugares para eventos, dormitorios universitarios y salones para recibir personas. El Fondo para el Desarrollo de Siria anuncio el establecimiento de refugios en varias gobernaciones. Grupos de voluntarios inspeccionaron los edificios en busca de daños y distribuyeron alimentos, mantas y artículos básicos de primeros auxilios.
Debido a la gran cantidad de víctimas, incluidos los casos de traumatismos, muchos hospitales quedaron saturados. Los hospitales ya estaban experimentando una escasez de suministros médicos antes del terremoto. Los hospitales de muchas ciudades se vieron obligados a operar mucho más allá de su capacidad. Muchos pacientes en los hospitales dormían en el piso debido a la falta de camas. El Ministerio de Salud envió convoyes médicos desde las Direcciones de Salud de las gobernaciones de Damasco, Campiña de Damasco, Quneitra, Homs y Tartús, bajo control gubernamental; por otro lado los hospitales de las gobernaciones de Alepo y Latakia bajo control del rebelde Gobierno interino de Siria, trabajaron en su máxima capacidad. También se enviaron 28 ambulancias, 7 clínicas móviles y cuatro camiones con ayuda médica, quirúrgica y de emergencia.

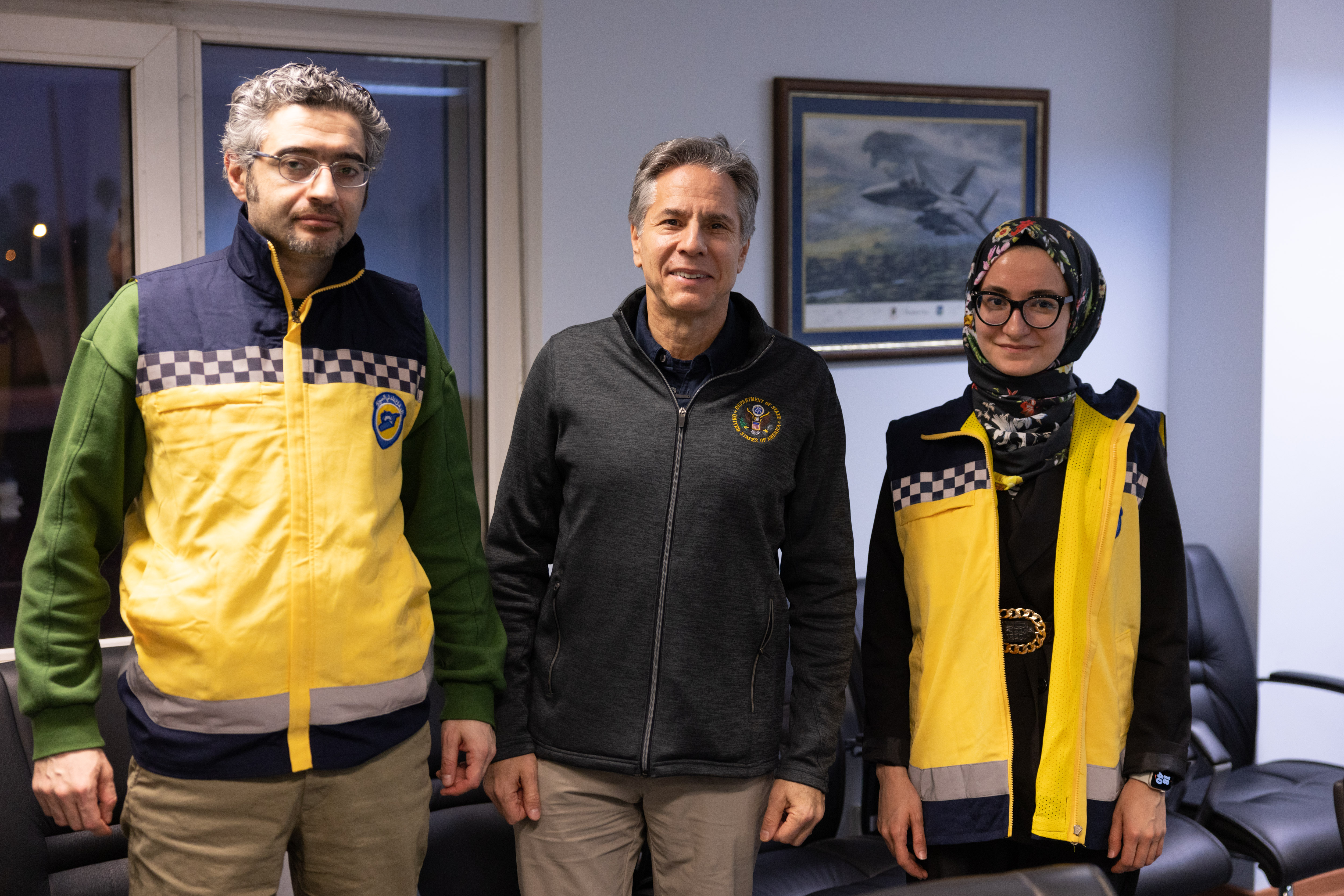
El Secretario de Estado de los Estados Unidos, Antony Blinken, reunido con rescatistas de la Defensa Civil de Siria en Turquía, el 19 de febrero de 2023.

Más de 2000 voluntarios de la Defensa Civil de Siria (Cascos Blancos) fueron enviados a todas las áreas afectadas para realizar labores de búsqueda y rescate. Ante la falta de equipos y herramientas, solicitaron apoyo a otras organizaciones humanitarias. El 7 de febrero, los funcionarios anunciaron que los esfuerzos de rescate y recuperación en Hama terminaron después de 15 horas. Más de 298 000 personas quedaron sin hogar y se abrieron 180 albergues en áreas controladas por el gobierno. Alrededor de 30 000 personas fueron alojadas en refugios en Alepo. El 7 de febrero de 2023, la Media Luna Roja Árabe Siria instó a los países occidentales a levantar las sanciones contra Siria porque las medidas punitivas perjudicaron a los civiles y los esfuerzos humanitarios durante el esfuerzo de rescate por los terremotos. Las sanciones son una serie de medidas económicas adoptadas por la Unión Europea, Estados Unidos, Canadá, Australia, Suiza y la Liga Árabe desde el inicio de la guerra civil en 2011. Incluyen un embargo de petróleo, la congelación de activos financieros de los funcionarios estatales y gubernamentales, y una serie de medidas que tienen un amplio impacto en la población siria y el precio de los alimentos básicos y productos médicos. Algunos comentaristas en los medios occidentales han argumentado que las sanciones no representan un problema para la entrega de ayuda humanitaria a Siria.
La asistencia humanitaria internacional comenzó a llegar al noroeste de Siria el 9 de febrero a través de Turquía a través del cruce fronterizo de Bab al-Hawa. Llegaron seis camiones con carpas y artículos sanitarios. Turquía dijo que estaba trabajando para abrir dos cruces fronterizos adicionales. El 10 de febrero, 14 camiones que transportaban ayuda cruzaron de Turquía a Siria, según las Naciones Unidas. El Mando Central de los Estados Unidos anunció que cooperaría con las Fuerzas Democráticas Sirias para ayudar a la población afectada en los territorios bajo control kurdo. El 11 de febrero, el director general de la Organización Mundial de la Salud, Tedros Adhanom Ghebreyesus, visitó Alepo, acompañando un envío de suministros médicos de emergencia. El 12 de febrero, todas las clases en las escuelas de Siria, excepto las de las zonas afectadas, se reanudaron desde que se produjeron los terremotos. Las escuelas de Alepo, Latakia, Hama e Idleb permanecieron cerradas. El 14 de febrero, el gobierno sirio acordó abrir los cruces fronterizos de Bab al-Salam y al Raée durante tres meses.

#### Críticas
Los funcionarios del gobierno sirio y los medios de comunicación estatales culparon a las sanciones de Estados Unidos y la Unión Europea contra el país por la falta de ayuda humanitaria y la obstaculización de los rescates. El 10 de febrero, el presidente sirio Bashar al-Ásad acusó a los países occidentales de "no tener en cuenta la condición humana". El Departamento del Tesoro de los Estados Unidos dijo que sus sanciones "contienen exenciones sólidas para los esfuerzos humanitarios" en primer lugar, y que después de los terremotos emitió una autorización general para los esfuerzos de ayuda. Las Naciones Unidas también han sido criticadas por su política de concentrar los envíos de ayuda únicamente en las zonas controladas por el gobierno de al-Ásad, a expensas de los ciudadanos en los territorios controlados por la oposición.
La región de Idlib, bajo el control del Gobierno de Salvación Nacional de Siria, fue uno de los territorios más afectados. La política del gobierno de al-Ásad de asediar el noroeste de Siria; que bloquea el suministro de alimentos, medicinas y otros suministros humanitarios, ha empeorado aún más la crisis en Idlib. Abu Mohammad al-Golani, comandante de la milicia rebelde Tahrir al-Sham, alineada con el SSG, criticó a las agencias de ayuda por descuidar la situación en Idlib y pidió a la comunidad internacional que sea más proactiva en los esfuerzos de reconstrucción y ayuda, y agregó que "Naciones Unidas necesita entender que es necesaria para ayudar en la crisis". Al viajar al cruce fronterizo de Bab al-Hawa que bordea los territorios controlados por los rebeldes, el subsecretario de OCAH, Martin Griffith, declaró el 12 de febrero que "hasta ahora le hemos fallado a la gente en el noroeste de Siria".
Naciones Unidas criticó los intentos de Rusia de bloquear la entrega de ayuda a través de puestos de control a los territorios controlados por los rebeldes. El secretario general António Guterres instó al Consejo de Seguridad a permitir de inmediato el flujo de ayuda hacia el noroeste de Siria. Estados Unidos pidió la apertura inmediata de todos los puestos de control cerrados para enviar esfuerzos de ayuda a todas las partes de Siria; llamando a una reunión de emergencia del Consejo de Seguridad de la ONU para aumentar la asistencia humanitaria a través de Bab al-Hawa y abrir más cruces fronterizos para la entrada de la ayuda de la ONU. Stéphane Dujarric, portavoz de las Naciones Unidas, dijo el 14 de febrero que "algo de ayuda está llegando al noroeste y señala 58 camiones que llegaron con ayuda a través del cruce de Bab Al-Hawa". Sin embargo, la organización no cuenta con equipo pesado ni equipos de búsqueda y rescate. Hizo hincapié en que "la comunidad internacional en su conjunto debe dar un paso al frente para llevar esa ayuda donde se necesita".

## Esfuerzo humanitario internacional

Países que ofrecieron ayuda o condolencias tras los terremotos (en rojo, Turquía y Siria, los países severamente afectados).

### Países
Varios países y organizaciones han respondido a los terremotos. Al menos 105 países y 16 organizaciones internacionales se comprometieron a apoyar a las víctimas, incluida la ayuda humanitaria. Al menos once países proporcionaron equipos con perros de búsqueda y rescate para localizar a las víctimas bajo los escombros y también se ofreció apoyo monetario. Sin embargo, el alcance a Siria fue «menos entusiasta» debido a las sanciones occidentales sobre el país.

### Organizaciones
Liga Árabe
El secretario general de la Liga Árabe, Ahmed Aboul Gheit, pidió asistencia internacional para ayudar a los afectados por "esta catástrofe humanitaria".
Unión Europea (UE)
El Mecanismo Europeo de Protección Civil de la Unión Europea, en el que participa Turquía a pesar de no ser miembro de la UE, se activó a pedido de Turquía. La UE envió 31 equipos de rescate y cinco equipos médicos de 23 Estados miembros a Turquía y Siria, comprometió 3 millones de euros y 3,5 millones de euros a Turquía y Siria respectivamente, y anunció una reunión de donantes para recaudar fondos. También se activó el Programa Copérnico para brindar servicios de mapeo de emergencia y otras ayudas.
Organización del Tratado del Atlántico Norte (OTAN)
El secretario general de la OTAN, Jens Stoltenberg, dijo que los países miembros estaban movilizando apoyo. La Capacidad de Transporte Aéreo Estratégico se utilizó para transportar equipo de búsqueda y rescate. La OTAN desplegó "instalaciones de refugio semipermanentes totalmente equipadas" para albergar a las personas desplazadas en Turquía. Las banderas en la sede de la OTAN también fueron bajadas a media asta.
Organización de las Naciones Unidas
Varias agencias de las Naciones Unidas anunciaron respuestas coordinadas al desastre, incluyendo UNDAC, OCHA, ACNUR, UNICEF y OIM. El Director Regional para Europa de la Organización Mundial de la Salud, Hans Kluge, dijo que las oficinas regionales de la organización estaban ayudando a los esfuerzos internacionales para transportar medicamentos y equipos de ayuda. La ONU liberó $25 millones de su fondo de emergencia para asistencia humanitaria en Turquía y Siria. Se liberó una segunda subvención de $25 millones para los esfuerzos de ayuda en Siria.
- La ONU envió ayuda humanitaria a Siria a través de Turquía a través del cruce fronterizo de Bab al-Hawa.[392]

Banco Mundial
El Banco Mundial dijo que proporcionaría USD 1780 millones en ayuda a Turquía para respaldar el proceso de ayuda y rescate. "Estamos brindando asistencia inmediata y preparando una evaluación rápida de las necesidades urgentes y masivas sobre el terreno", dijo el presidente del Banco Mundial, David Malpass.
Otros
- Baykar donó 1000 viviendas a las víctimas.[395]
- AHBAP, una ONG turca,[396] recaudó más de ₺1000 millones (€49,5 millones) en una campaña de ayuda financiera.[397]
- Caritas Internationalis recaudó dinero.[398]
- Islamic Relief ha lanzado una recaudación mundial de 20 millones de libras esterlinas para proporcionar ayuda de emergencia, incluidos alimentos, suministros médicos, refugio y otros artículos para satisfacer las necesidades inmediatas de las personas afectadas por los terremotos en Siria y Turquía-[399]
- La organización benéfica World Jewish Relief lanzó un llamamiento de emergencia para proporcionar ayuda de emergencia a Turquía.[400] La Federación Judía recaudó dinero para Turquía.[401] Más de 50 comunidades judías donaron a los esfuerzos de ayuda por el terremoto.[402]
- El Comité Internacional de Rescate lanzó una respuesta integrada para apoyar a las comunidades afectadas en ambos países. Incluye dinero en efectivo y artículos esenciales, como artículos para el hogar, artículos de dignidad para mujeres y niñas, y artículos de higiene, como toallas y mantas, así como servicios de salud esenciales en las zonas afectadas.[403]

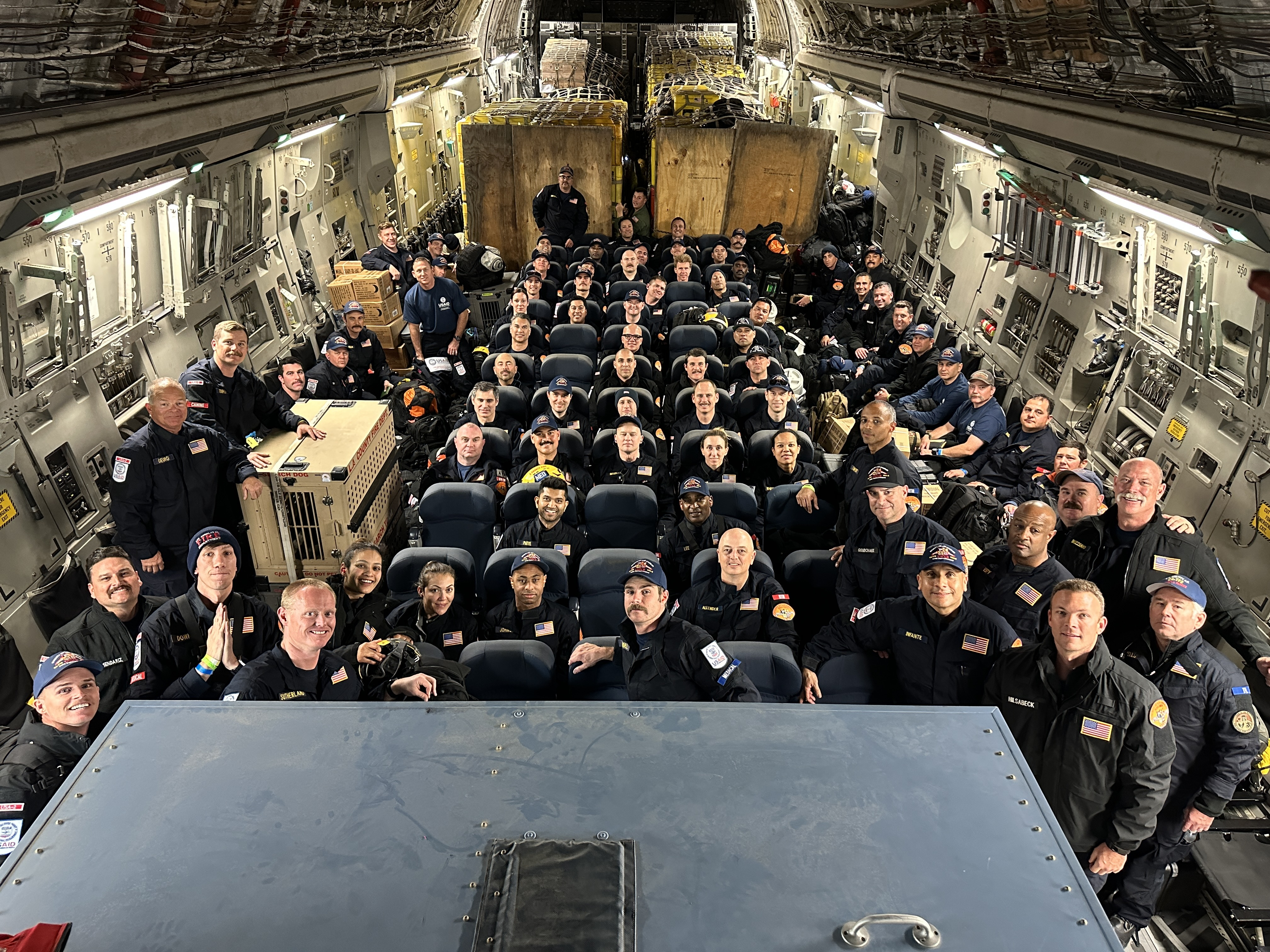
Los equipos de búsqueda y rescate urbanos VATF1 y LACOFD de USAID integrados por 161 personas, 12 perros y más de 77 toneladas de equipo especial, en camino a Turquía desde Estados Unidos.

- Médicos Sin Fronteras (MSF), que ya está presente y operando en Siria debido a la guerra civil siria, ha ampliado su respuesta en el norte de Siria, brindando atención médica de emergencia a las víctimas en las primeras horas después de los principales terremotos y continuando posteriormente. MSF también anunció que está lista para brindar asistencia en Turquía, con la condición de que esté de acuerdo el gobierno turco.[404] MSF recibió una donación de 10 millones de euros de la Fundación IKEA.[405]

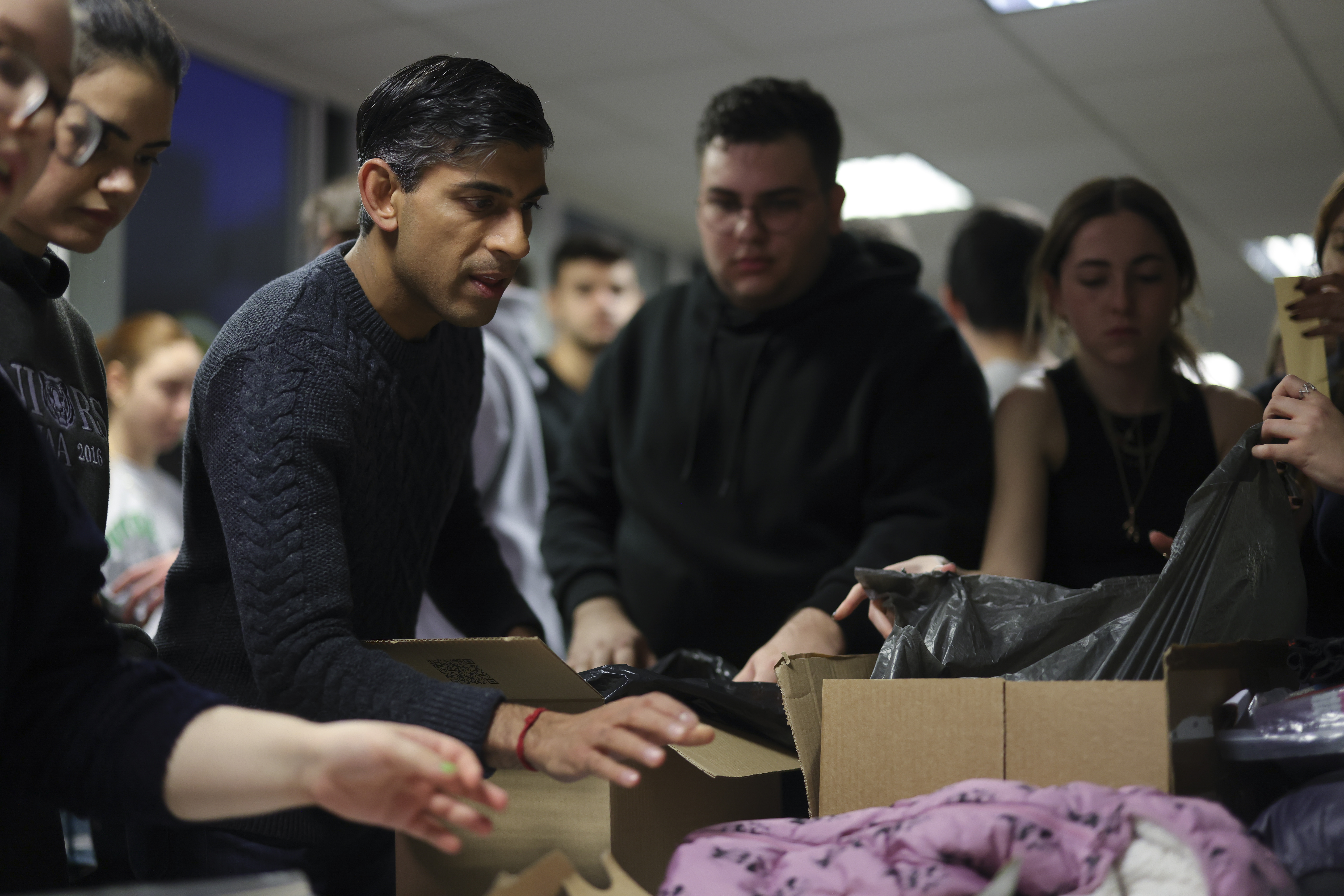
El primer ministro del Reino Unido, Rishi Sunak visitando un centro de donación dirigido por la Sociedad Turca, en el University College de Londres que apoya a las víctimas de los terremotos.

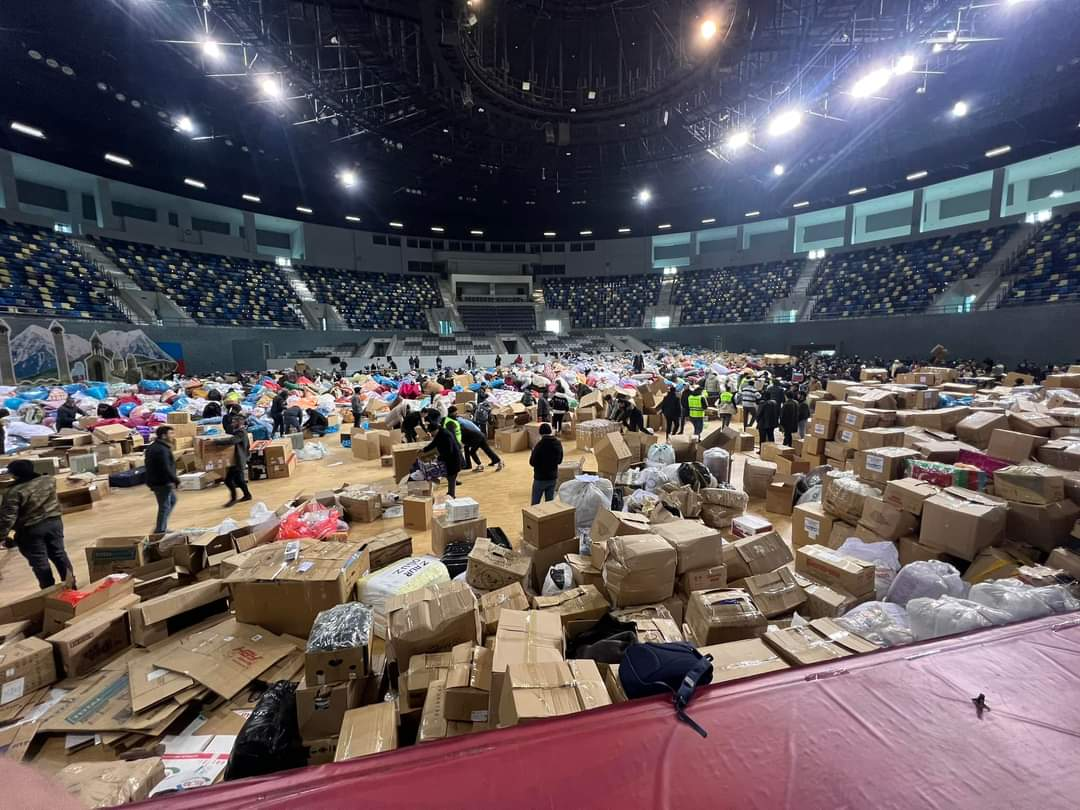
Montones de ayuda recolectada donada por civiles azerbaiyanos en el Palacio de Deportes de Bakú, para ser enviada a Turquía.

- La Unión de Asociaciones Europeas de Fútbol (UEFA) y su Fundación para la Infancia hicieron una donación de 200 000 euros.[406]
- Malteser International, la agencia de ayuda de la Orden Soberana y Militar de Malta, envió un equipo de rescate a Gaziantep, Turquía, mientras que el servicio de ayuda húngaro de la Orden de Malta organizó operaciones de ayuda en Alepo, Siria. Malteser International también asignó 400 000 euros en ayuda de emergencia.[407]
- Samaritan's Purse envió hospitales de campaña con 52 camas a Antioquía, Turquía. La organización también se comprometió a enviar más de 100 miembros del personal médico y técnico al lugar para atender a los heridos y personas en estado crítico.[408]
- World Central Kitchen instaló cocinas móviles en las zonas afectadas por el terremoto en Turquía y Siria.[409]
- Según informes, un hombre de negocios pakistaní-estadounidense anónimo ha donado $30 millones para el esfuerzo de ayuda. La donación fue confirmada por el embajador de Turquía en los Estados Unidos.[410]
- Lutheran World Relief lanzó un llamamiento para Turquía.[411] Catholic Relief Services lanzó un llamamiento para Turquía y Siria.[412]
- Oxfam creó un fondo de emergencia para Turquía y Siria.[413]
- International Medical Corps lanzó un llamamiento para Turquía y Siria.[414]
- El CEO de Apple, Inc., Tim Cook, expresó sus condolencias y anunció que donarán a organizaciones de ayuda para apoyar los esfuerzos de recuperación. El CEO de Google, Sundar Pichai, también anunció que apoyará a las organizaciones de ayuda para la recuperación.[415]
- La IFRC ha lanzado dos llamamientos de emergencia en respuesta a los terremotos.[416]
- La Liga Nacional de Fútbol Profesional (LaLiga) se unió al esfuerzo de recaudación de fondos para apoyar la campaña Cada Minuto Cuenta de la Dirección General de Protección Civil y Emergencias de España para ayudar a las víctimas en los países afectados.[417]
- Hezbolá envió un convoy de ayuda a las víctimas de los terremotos en Siria.[418]